# Llista de topònims de Tàrrega
Llista de topònims (noms propis de lloc) del municipi de Tàrrega, a l'Urgell
Informació actualitzada per un bot. Els canvis manuals es perdran quan s'actualitzi!

## aqüeducte
| imatge | Nom                   | Ubicat a | instància de   | Detalls                                            | coordenades                                                             | Protecció | Commons (més fotos) | Dades a WD                    |
| ------ | --------------------- | -------- | -------------- | -------------------------------------------------- | ----------------------------------------------------------------------- | --------- | ------------------- | ----------------------------- |
|        | aqüeducte de l'Ondara | Tàrrega  | aqüeducte pont | Travessa: Ondara Hi passa: canal Segarra-Garrigues | 41° 38′ 58″ N, 1° 10′ 47″ E / 41.649554985660174°N,1.1797589063644411°E |           |                     | Modifica les dades a Wikidata |
|        | aqüeducte del Canós   | Tàrrega  | aqüeducte pont | Hi passa: canal Segarra-Garrigues                  | 41° 41′ 40″ N, 1° 11′ 13″ E / 41.694553810491634°N,1.186931133270264°E  |           |                     | Modifica les dades a Wikidata |

## arc
| imatge | Nom                                    | Ubicat a | instància de | Detalls                         | coordenades                                                                | Protecció                                  | Commons (més fotos)                                   | Dades a WD                    |
| ------ | -------------------------------------- | -------- | ------------ | ------------------------------- | -------------------------------------------------------------------------- | ------------------------------------------ | ----------------------------------------------------- | ----------------------------- |
|        | Arc de pas al camí de la Circumvalació | Tàrrega  | arc          | Estil: arquitectura popular     | 41° 42′ 53″ N, 1° 11′ 43″ E / 41.714641666667°N,1.1952472222222°E 403 msnm | bé integrant del patrimoni cultural català | Arc de pas al camí de la Circumvalació de Riudovelles | Modifica les dades a Wikidata |
|        | Portal de la plaça Major               | Tàrrega  | arc          | Estil: arquitectura neoclàssica | 41° 38′ 48″ N, 1° 08′ 22″ E / 41.646738888889°N,1.1394055555556°E 371 msnm | bé cultural d'interès local                | Arc de pas a la plaça Major (Tàrrega)                 | Modifica les dades a Wikidata |

## cabana
| imatge | Nom                                          | Ubicat a | instància de | Detalls                                                  | coordenades                                                                    | Protecció                                  | Commons (més fotos)                    | Dades a WD                    |
| ------ | -------------------------------------------- | -------- | ------------ | -------------------------------------------------------- | ------------------------------------------------------------------------------ | ------------------------------------------ | -------------------------------------- | ----------------------------- |
|        | Cabana Bernaus                               | Tàrrega  | cabana       |                                                          | 41° 40′ 34″ N, 1° 09′ 48″ E / 41.6761942365598°N,1.16335917366193°E            |                                            |                                        | Modifica les dades a Wikidata |
|        | Cabana de pedra seca a Conill                | Tàrrega  | cabana       |                                                          |                                                                                | bé cultural d'interès local                |                                        | Modifica les dades a Wikidata |
|        | Cabana de regadiu a Claravalls               | Tàrrega  | cabana       | Estil: arquitectura popular                              |                                                                                | bé cultural d'interès local                |                                        | Modifica les dades a Wikidata |
|        | Caseriu agrícola a la Botja                  | Tàrrega  | cabana       | Estil: arquitectura popular                              |                                                                                | bé cultural d'interès local                |                                        | Modifica les dades a Wikidata |
|        | Cobert de la Torreta del Roca                | Tàrrega  | cabana       | Estil: arquitectura popular                              |                                                                                | bé cultural d'interès local                |                                        | Modifica les dades a Wikidata |
|        | Coberts del Rafael                           | Tàrrega  | cabana       |                                                          | 41° 40′ 53″ N, 1° 08′ 49″ E / 41.6814626315601°N,1.14706216012209°E            |                                            |                                        | Modifica les dades a Wikidata |
|        | Conjunt agrícola al Clot del Lladre          | Tàrrega  | cabana       | Estil: arquitectura popular                              | 41° 43′ 14″ N, 1° 06′ 22″ E / 41.7206°N,1.1061°E Santa Maria de Montmagastrell | bé cultural d'interès local                |                                        | Modifica les dades a Wikidata |
|        | Conjunt de cabana i cobert al camí de Conill | Tàrrega  | cabana       | Estil: arquitectura popular                              |                                                                                | bé cultural d'interès local                |                                        | Modifica les dades a Wikidata |
|        | Era a Claravalls                             | Tàrrega  | cabana       | Estil: arquitectura popular                              |                                                                                | bé cultural d'interès local                |                                        | Modifica les dades a Wikidata |
|        | Pallissa a la Figuerosa                      | Tàrrega  | cabana       | Estil: arquitectura popular                              |                                                                                | bé cultural d'interès local                |                                        | Modifica les dades a Wikidata |
|        | cabana de Ca la Ramona                       | Tàrrega  | cabana       |                                                          | 41° 42′ 02″ N, 1° 09′ 05″ E / 41.7006451471409°N,1.151438716293°E              |                                            |                                        | Modifica les dades a Wikidata |
|        | cabana de l'Avellana                         | Tàrrega  | cabana       |                                                          | 41° 41′ 55″ N, 1° 11′ 23″ E / 41.6985896185878°N,1.18977321676273°E            |                                            |                                        | Modifica les dades a Wikidata |
|        | cabana de l'Estanquer                        | Tàrrega  | cabana       |                                                          | 41° 40′ 51″ N, 1° 10′ 54″ E / 41.6807287795934°N,1.18174398231696°E            |                                            |                                        | Modifica les dades a Wikidata |
|        | cabana de l'Ortiz                            | Tàrrega  | cabana       |                                                          | 41° 41′ 42″ N, 1° 08′ 51″ E / 41.6949145073671°N,1.14737296866186°E            |                                            |                                        | Modifica les dades a Wikidata |
|        | cabana del Feliu                             | Tàrrega  | cabana       |                                                          | 41° 40′ 27″ N, 1° 10′ 48″ E / 41.6740823804255°N,1.1800691064808°E             |                                            |                                        | Modifica les dades a Wikidata |
|        | cabana del Marçal                            | Tàrrega  | cabana       |                                                          | 41° 41′ 42″ N, 1° 09′ 03″ E / 41.6948622085646°N,1.15083529396222°E            |                                            |                                        | Modifica les dades a Wikidata |
|        | cabana del Palou                             | Tàrrega  | cabana       |                                                          | 41° 40′ 42″ N, 1° 11′ 06″ E / 41.6783121834702°N,1.18498364236819°E            |                                            |                                        | Modifica les dades a Wikidata |
|        | cabana del Portaler                          | Tàrrega  | cabana       |                                                          | 41° 41′ 38″ N, 1° 11′ 16″ E / 41.693908656096°N,1.18764539118105°E             |                                            |                                        | Modifica les dades a Wikidata |
|        | cabana del Santfeliu                         | Tàrrega  | cabana       |                                                          | 41° 40′ 49″ N, 1° 10′ 43″ E / 41.6801767022308°N,1.17873199023384°E            |                                            |                                        | Modifica les dades a Wikidata |
|        | cabana del Segarra                           | Tàrrega  | cabana       |                                                          | 41° 40′ 43″ N, 1° 09′ 56″ E / 41.6786054400373°N,1.16545306845104°E            |                                            |                                        | Modifica les dades a Wikidata |
|        | cabana del Torres                            | Tàrrega  | cabana       |                                                          | 41° 40′ 41″ N, 1° 11′ 02″ E / 41.6780330799805°N,1.1838501908159°E             |                                            |                                        | Modifica les dades a Wikidata |
|        | cabana del Tugues                            | Tàrrega  | cabana       |                                                          | 41° 40′ 59″ N, 1° 11′ 03″ E / 41.6831009135176°N,1.18423628809616°E            |                                            |                                        | Modifica les dades a Wikidata |
|        | cabanes del Patau                            | Tàrrega  | cabana       |                                                          | 41° 40′ 42″ N, 1° 10′ 18″ E / 41.6783628769127°N,1.17170707935061°E            |                                            |                                        | Modifica les dades a Wikidata |
|        | cobert a Santa Maria de Montmagastrell       | Tàrrega  | cabana       | Estil: arquitectura popular                              | 41° 43′ 14″ N, 1° 06′ 24″ E / 41.720482°N,1.106785°E                           | bé integrant del patrimoni cultural català | Cobert a Santa Maria de Montmagastrell | Modifica les dades a Wikidata |
|        | cobert del Bosc                              | Tàrrega  | cabana       |                                                          | 41° 41′ 50″ N, 1° 10′ 27″ E / 41.6972434290674°N,1.17414052480101°E            |                                            |                                        | Modifica les dades a Wikidata |
|        | cobert del Calbet                            | Tàrrega  | cabana       |                                                          | 41° 41′ 40″ N, 1° 09′ 57″ E / 41.6945454983476°N,1.16591330807369°E            |                                            |                                        | Modifica les dades a Wikidata |
|        | cobert del Caus                              | Tàrrega  | cabana       |                                                          | 41° 42′ 57″ N, 1° 12′ 01″ E / 41.7158229148758°N,1.20032456951206°E            |                                            |                                        | Modifica les dades a Wikidata |
|        | cobert del Cinto Vella                       | Tàrrega  | cabana       |                                                          | 41° 41′ 42″ N, 1° 09′ 55″ E / 41.6949143987668°N,1.16532601940408°E            |                                            |                                        | Modifica les dades a Wikidata |
|        | cobert del Closa                             | Tàrrega  | cabana       |                                                          | 41° 40′ 42″ N, 1° 10′ 26″ E / 41.6782894116603°N,1.17388363569878°E            |                                            |                                        | Modifica les dades a Wikidata |
|        | cobert del Cos                               | Tàrrega  | cabana       |                                                          | 41° 40′ 54″ N, 1° 09′ 51″ E / 41.6815731837184°N,1.16404717889511°E            |                                            |                                        | Modifica les dades a Wikidata |
|        | cobert del Pijoan                            | Tàrrega  | cabana       |                                                          | 41° 39′ 02″ N, 1° 06′ 00″ E / 41.6504590196981°N,1.10001338788539°E            |                                            |                                        | Modifica les dades a Wikidata |
|        | cobert del Pomar                             | Tàrrega  | cabana       |                                                          | 41° 41′ 35″ N, 1° 10′ 33″ E / 41.6931266706127°N,1.17579509456482°E            |                                            |                                        | Modifica les dades a Wikidata |
|        | cobert dels Caus                             | Tàrrega  | cabana       |                                                          | 41° 41′ 47″ N, 1° 09′ 55″ E / 41.6964166685664°N,1.16521120945147°E            |                                            |                                        | Modifica les dades a Wikidata |
|        | corral del Carranxa                          | Tàrrega  | cabana       |                                                          | 41° 42′ 34″ N, 1° 07′ 23″ E / 41.709571182473°N,1.12314148543°E                |                                            |                                        | Modifica les dades a Wikidata |
|        | era de Cal Marçal                            | Tàrrega  | cabana       |                                                          | 41° 41′ 53″ N, 1° 09′ 55″ E / 41.6981282977168°N,1.16523464833597°E            |                                            |                                        | Modifica les dades a Wikidata |
|        | era del Badia                                | Tàrrega  | cabana       |                                                          | 41° 38′ 00″ N, 1° 10′ 20″ E / 41.6332676547462°N,1.17234608263964°E            |                                            |                                        | Modifica les dades a Wikidata |
|        | era del Bató                                 | Tàrrega  | cabana       |                                                          | 41° 42′ 50″ N, 1° 11′ 57″ E / 41.7138038000647°N,1.19907069620079°E            |                                            |                                        | Modifica les dades a Wikidata |
|        | era del Felip                                | Tàrrega  | cabana       |                                                          | 41° 42′ 00″ N, 1° 09′ 49″ E / 41.7000224183811°N,1.16371462924226°E            |                                            |                                        | Modifica les dades a Wikidata |
|        | era del Foixet                               | Tàrrega  | cabana       |                                                          | 41° 41′ 49″ N, 1° 10′ 34″ E / 41.6970132639348°N,1.1760938186513°E             |                                            |                                        | Modifica les dades a Wikidata |
|        | era del Pere de la Torre                     | Tàrrega  | cabana       |                                                          | 41° 38′ 05″ N, 1° 07′ 57″ E / 41.6348495658117°N,1.13237080027752°E            |                                            |                                        | Modifica les dades a Wikidata |
|        | era del Portaler                             | Tàrrega  | cabana       |                                                          | 41° 42′ 48″ N, 1° 11′ 32″ E / 41.7133006851157°N,1.19226927760592°E            |                                            |                                        | Modifica les dades a Wikidata |
|        | era del Sarró                                | Tàrrega  | cabana       |                                                          | 41° 41′ 51″ N, 1° 10′ 35″ E / 41.6973616539952°N,1.1764805409153°E             |                                            |                                        | Modifica les dades a Wikidata |
|        | pallissa al Talladell                        | Tàrrega  | cabana       | Estil: arquitectura popular Estat: enderrocat o destruït | 41° 39′ 03″ N, 1° 10′ 11″ E / 41.650955555556°N,1.1697444444444°E 398 msnm     | bé integrant del patrimoni cultural català | Pallissa al Talladell                  | Modifica les dades a Wikidata |
|        | pallissa del Calvet                          | Tàrrega  | cabana       |                                                          | 41° 42′ 38″ N, 1° 09′ 00″ E / 41.7104225810351°N,1.1500887862479°E             |                                            |                                        | Modifica les dades a Wikidata |
|        | pleta del Borràs                             | Tàrrega  | cabana       |                                                          | 41° 39′ 56″ N, 1° 09′ 55″ E / 41.6654871723869°N,1.16516500469629°E            |                                            |                                        | Modifica les dades a Wikidata |

## cabana de volta
| imatge | Nom                                                          | Ubicat a | instància de    | Detalls                                  | coordenades                                                                | Protecció                                  | Commons (més fotos)   | Dades a WD                    |
| ------ | ------------------------------------------------------------ | -------- | --------------- | ---------------------------------------- | -------------------------------------------------------------------------- | ------------------------------------------ | --------------------- | ----------------------------- |
|        | Cabana de volta a Comabruna                                  | Tàrrega  | cabana de volta | Estil: arquitectura popular              |                                                                            | bé cultural d'interès local                |                       | Modifica les dades a Wikidata |
|        | Cabana de volta a la Figuerosa                               | Tàrrega  | cabana de volta | Estil: arquitectura popular              |                                                                            | bé cultural d'interès local                |                       | Modifica les dades a Wikidata |
|        | Cabana de volta a la pujada al Tossal de l'Espina            | Tàrrega  | cabana de volta | Estil: arquitectura popular              |                                                                            | bé cultural d'interès local                |                       | Modifica les dades a Wikidata |
|        | Cabana de volta a les Garrigues Baixes                       | Tàrrega  | cabana de volta | Estil: arquitectura popular              |                                                                            | bé cultural d'interès local                |                       | Modifica les dades a Wikidata |
|        | Cabana de volta a les Vinyasses                              | Tàrrega  | cabana de volta | Estil: arquitectura popular              |                                                                            | bé cultural d'interès local                |                       | Modifica les dades a Wikidata |
|        | Cabana de volta al camí al Tossal de les Madruganyes         | Tàrrega  | cabana de volta | Estil: arquitectura popular              |                                                                            | bé cultural d'interès local                |                       | Modifica les dades a Wikidata |
|        | Cabana de volta de Riudovelles                               | Tàrrega  | cabana de volta |                                          |                                                                            | bé cultural d'interès local                |                       | Modifica les dades a Wikidata |
|        | Cabana de volta de dovelles al Talladell                     | Tàrrega  | cabana de volta | Estil: arquitectura popular              |                                                                            | bé cultural d'interès local                |                       | Modifica les dades a Wikidata |
|        | Cabana de volta exempta a la partida de la Plana de l'Urgell | Tàrrega  | cabana de volta | Estil: arquitectura popular              |                                                                            | bé cultural d'interès local                |                       | Modifica les dades a Wikidata |
|        | Cabana de volta i pallissa al Talladell                      | Tàrrega  | cabana de volta | Estil: arquitectura popular 19th century |                                                                            | bé cultural d'interès local                |                       | Modifica les dades a Wikidata |
|        | cabana de volta del Santfeliu                                | Tàrrega  | cabana de volta |                                          | 41° 40′ 49″ N, 1° 10′ 44″ E / 41.680351°N,1.178758°E 416 msnm              | bé cultural d'interès local                |                       | Modifica les dades a Wikidata |
|        | cobert a la Figuerosa                                        | Tàrrega  | cabana de volta | Estil: arquitectura popular              | 41° 41′ 47″ N, 1° 10′ 10″ E / 41.696286111111°N,1.1695722222222°E 399 msnm | bé integrant del patrimoni cultural català | Cobert a la Figuerosa | Modifica les dades a Wikidata |

## canal
| imatge | Nom                     | Ubicat a                         | instància de | Detalls               | coordenades | Protecció | Commons (més fotos)     | Dades a WD                    |
| ------ | ----------------------- | -------------------------------- | ------------ | --------------------- | --- | --------- | ----------------------- | ----------------------------- |
|        | canal Segarra-Garrigues | Noguera Segarra Urgell Garrigues | canal        | Desemboca: riu de Set | 41° 56′ 09″ N, 1° 12′ 19″ E / 41.935923055555556°N,1.205238888888889°E 41° 27′ 06″ N, 0° 45′ 30″ E / 41.45165194444444°N,0.7583730555555556°E |           | Canal Segarra-Garrigues | Modifica les dades a Wikidata |
|        | canal alt d'Urgell      | Tàrrega                          | canal        |                       | 41° 38′ 38″ N, 1° 08′ 58″ E / 41.64388889°N,1.14944444°E                                                                                      |           |                         | Modifica les dades a Wikidata |

## carrer
| imatge | Nom                  | Ubicat a | instància de | Detalls                     | coordenades                                                                         | Protecció                   | Commons (més fotos)            | Dades a WD                    |
| ------ | -------------------- | -------- | ------------ | --------------------------- | ----------------------------------------------------------------------------------- | --------------------------- | ------------------------------ | ----------------------------- |
|        | Carrer Major         | Tàrrega  | carrer       | Estil: arquitectura popular | 41° 38′ 46″ N, 1° 08′ 22″ E / 41.646027777778°N,1.1393055555556°E ca:Major 367 msnm | bé cultural d'interès local | Carrer Major (Tàrrega)         | Modifica les dades a Wikidata |
|        | carrer de les Piques | Tàrrega  | carrer       | Estil: arquitectura popular | 41° 38′ 45″ N, 1° 08′ 25″ E / 41.645722222222°N,1.1401694444444°E 365 msnm          | bé cultural d'interès local | Carrer de les Piques (Tàrrega) | Modifica les dades a Wikidata |
|        | carrer del Carme     | Tàrrega  | carrer       | Estil: arquitectura popular | 41° 38′ 50″ N, 1° 08′ 23″ E / 41.647311111111°N,1.1397861111111°E 372 msnm          | bé cultural d'interès local | Carrer del Carme (Tàrrega)     | Modifica les dades a Wikidata |

## casa
| imatge | Nom                                          | Ubicat a | instància de | Detalls                                                                              | coordenades | Protecció                                  | Commons (més fotos)                                    | Dades a WD                    |
| ------ | -------------------------------------------- | -------- | ------------ | ------------------------------------------------------------------------------------ | --- | ------------------------------------------ | ------------------------------------------------------ | ----------------------------- |
|        | Ca l'Adela Solà                              | Tàrrega  | casa         | Estil: arquitectura eclèctica                                                        | 41° 38′ 58″ N, 1° 08′ 14″ E / 41.649527777778°N,1.1373222222222°E ca:C. Sant Roc, 18 - c. Segle XX, 15 375 msnm | bé cultural d'interès local                | Carrer Sant Roc, 18 (Tàrrega)                          | Modifica les dades a Wikidata |
|        | Ca l'Argelich                                | Tàrrega  | casa         | Estil: racionalisme arquitectònic                                                    | 41° 38′ 51″ N, 1° 08′ 00″ E / 41.647608333333°N,1.1331972222222°E 362 msnm                                      | bé cultural d'interès local                | Ca l'Argelich (Tàrrega)                                | Modifica les dades a Wikidata |
|        | Ca l'Armengol                                | Tàrrega  | casa         | Estil: arquitectura popular 15th century                                             | 41° 38′ 47″ N, 1° 08′ 23″ E / 41.64626°N,1.13975°E ca:Pl. Major, 6 370 msnm                                     | bé cultural d'interès local                | Ca l'Armengol (Tàrrega)                                | Modifica les dades a Wikidata |
|        | Ca l'Ortis                                   | Tàrrega  | casa         | Estil: arquitectura popular                                                          | 41° 41′ 50″ N, 1° 10′ 07″ E / 41.697352777778°N,1.1685722222222°E 401 msnm                                      | bé cultural d'interès local                | Ca l'Ortis de la Figuerosa                             | Modifica les dades a Wikidata |
|        | Cal Berguedà                                 | Tàrrega  | casa         | Estil: modernisme català 20th century                                                | 41° 38′ 49″ N, 1° 08′ 22″ E / 41.646923°N,1.139539°E ca:C. del Carme, 6 372 msnm                                | bé cultural d'interès local                | Cal Berguedà (Tàrrega)                                 | Modifica les dades a Wikidata |
|        | Cal Biosca del Talladell                     | Tàrrega  | casa         | Estil: arquitectura popular                                                          | 41° 38′ 58″ N, 1° 10′ 00″ E / 41.649536111111°N,1.1666777777778°E 401 msnm                                      | bé cultural d'interès local                | Cal Biosca del Talladell                               | Modifica les dades a Wikidata |
|        | Cal Castellana Pobre                         | Tàrrega  | casa         | Estil: arquitectura popular                                                          | 41° 38′ 50″ N, 1° 08′ 29″ E / 41.647102777778°N,1.1413166666667°E 377 msnm                                      | bé cultural d'interès local                | Cal Castellana Pobre (Tàrrega)                         | Modifica les dades a Wikidata |
|        | Cal Castellana Pobre II                      | Tàrrega  | casa         |                                                                                      | 41° 38′ 50″ N, 1° 08′ 29″ E / 41.64719°N,1.14139°E ca:C. Agoders, 38 377 msnm                                   | bé cultural d'interès local                | Cal Castellana Pobre II                                | Modifica les dades a Wikidata |
|        | Cal Codina del Talladell                     | Tàrrega  | casa         | Estil: arquitectura barroca arquitectura popular                                     | 41° 38′ 58″ N, 1° 10′ 01″ E / 41.649369444444°N,1.1669277777778°E 392 msnm                                      | bé cultural d'interès local                | Cal Codina del Talladell                               | Modifica les dades a Wikidata |
|        | Cal Costa                                    | Tàrrega  | casa         | Estil: noucentisme                                                                   | 41° 38′ 55″ N, 1° 08′ 22″ E / 41.648502777778°N,1.1395194444444°E ca:Av. Catalunya, 8 374 msnm                  | bé cultural d'interès local                | Cal Costa (Tàrrega)                                    | Modifica les dades a Wikidata |
|        | Cal Gassol del Talladell                     | Tàrrega  | casa         | Estil: arquitectura eclèctica                                                        | 41° 39′ 00″ N, 1° 10′ 06″ E / 41.650086111111°N,1.1683472222222°E 392 msnm                                      | bé cultural d'interès local                | Cal Gassol del Talladell                               | Modifica les dades a Wikidata |
|        | Cal Jover                                    | Tàrrega  | casa         |                                                                                      | 41° 38′ 46″ N, 1° 08′ 22″ E / 41.646041666667°N,1.1393861111111°E ca:Major, 3 367 msnm                          | bé cultural d'interès local                | Cal Jover (Tàrrega)                                    | Modifica les dades a Wikidata |
|        | Cal Maginet                                  | Tàrrega  | casa         | Estil: arquitectura modernista                                                       | 41° 39′ 05″ N, 1° 08′ 21″ E / 41.651297°N,1.139148°E ca:Carrer Sant Pelegrí, 39                                 | bé cultural d'interès local                | Cal Maginet (Tàrrega)                                  | Modifica les dades a Wikidata |
|        | Cal Marçal de la Figuerosa                   | Tàrrega  | casa         | Estil: arquitectura barroca                                                          | 41° 41′ 49″ N, 1° 10′ 05″ E / 41.697061111111°N,1.1679722222222°E 396 msnm                                      | bé cultural d'interès local                | Cal Marçal de la Figuerosa                             | Modifica les dades a Wikidata |
|        | Cal Portalé                                  | Tàrrega  | casa         | Estil: arquitectura popular 18th century                                             | 41° 42′ 52″ N, 1° 11′ 43″ E / 41.714458°N,1.195262°E ca:Carrer Major, Riudovelles 402 msnm                      | bé integrant del patrimoni cultural català | Cal Portalé                                            | Modifica les dades a Wikidata |
|        | Cal Sàrries                                  | Tàrrega  | casa         | Estil: arquitectura modernista                                                       | 41° 38′ 51″ N, 1° 08′ 11″ E / 41.647511°N,1.136463°E ca:Avinguda de Catalunya, 47 - Carrer Urgell, 56           | bé cultural d'interès local                | Cal Sàrries (Tàrrega)                                  | Modifica les dades a Wikidata |
|        | Cal Terés                                    | Tàrrega  | casa         | Estil: arquitectura popular                                                          | 41° 38′ 46″ N, 1° 08′ 24″ E / 41.646247222222°N,1.1398777777778°E 369 msnm                                      | bé cultural d'interès local                | Casa Terés (Tàrrega)                                   | Modifica les dades a Wikidata |
|        | Cal Tudela                                   | Tàrrega  | casa         | Estil: arquitectura gòtica arquitectura del Renaixement Estat: enderrocat o destruït | | bé integrant del patrimoni cultural català |                                                        | Modifica les dades a Wikidata |
|        | Can Palau                                    | Tàrrega  | casa         | Estil: arquitectura barroca arquitectura popular                                     | 41° 38′ 49″ N, 1° 08′ 20″ E / 41.647047222222°N,1.1390111111111°E ca:Plaça dels Àlbers, 8 372 msnm              | bé cultural d'interès local                | Can Palau (Tàrrega)                                    | Modifica les dades a Wikidata |
|        | Can Parareda                                 | Tàrrega  | casa         | Estil: arquitectura popular                                                          | 41° 38′ 53″ N, 1° 08′ 16″ E / 41.648094444444°N,1.1378888888889°E 370 msnm                                      | bé integrant del patrimoni cultural català | Can Parareda (Tàrrega)                                 | Modifica les dades a Wikidata |
|        | Can Sala                                     | Tàrrega  | casa         | Estil: arquitectura neoclàssica 20th century                                         | 41° 38′ 49″ N, 1° 08′ 23″ E / 41.64705°N,1.1396°E ca:C. del Carme, 12 372 msnm                                  | bé cultural d'interès local                | Can Sala (Tàrrega)                                     | Modifica les dades a Wikidata |
|        | Carrer Sant Roc, 17                          | Tàrrega  | casa         | Estil: arquitectura eclèctica                                                        | 41° 38′ 58″ N, 1° 08′ 14″ E / 41.649494444444°N,1.1372333333333°E 375 msnm                                      | bé cultural d'interès local                | Carrer Sant Roc, 17 (Tàrrega)                          | Modifica les dades a Wikidata |
|        | Casa Burló                                   | Tàrrega  | casa         | Estil: arquitectura popular                                                          | 41° 38′ 49″ N, 1° 08′ 27″ E / 41.64693°N,1.1408°E ca:C. Agoders, 26 375 msnm                                    | bé cultural d'interès local                | Casa Burló                                             | Modifica les dades a Wikidata |
|        | Casa Càrcer                                  | Tàrrega  | casa         | Estil: arquitectura modernista 1909                                                  | 41° 38′ 52″ N, 1° 08′ 22″ E / 41.647775°N,1.139408°E ca:Carrer Santa Anna, 10                                   | bé cultural d'interès local                | Casa Càrcer (Tàrrega)                                  | Modifica les dades a Wikidata |
|        | Casa Delfí                                   | Tàrrega  | casa         | Estil: noucentisme                                                                   | 41° 38′ 50″ N, 1° 08′ 22″ E / 41.64716°N,1.13953°E ca:C. del Carme, 5 372 msnm                                  | bé cultural d'interès local                | Casa Delfí                                             | Modifica les dades a Wikidata |
|        | Casa Maimó de Tàrrega                        | Tàrrega  | casa         | Estil: arquitectura modernista                                                       | 41° 39′ 00″ N, 1° 08′ 20″ E / 41.649906°N,1.138751°E ca:Carrer Alonso Martínez, 37                              | bé cultural d'interès local                | Casa Maimó de Tàrrega                                  | Modifica les dades a Wikidata |
|        | Casa Mateu                                   | Tàrrega  | casa         | Estil: arquitectura gòtica                                                           | 41° 38′ 52″ N, 1° 08′ 24″ E / 41.647638888889°N,1.139925°E 374 msnm                                             | bé cultural d'interès local                | Casa Mateu (Tàrrega)                                   | Modifica les dades a Wikidata |
|        | Casa Sobies                                  | Tàrrega  | casa         | Estil: arquitectura modernista                                                       | 41° 38′ 54″ N, 1° 08′ 21″ E / 41.648208°N,1.139295°E ca:Avinguda Catalunya, 15 - carrer Santa Anna, 10          | bé cultural d'interès local                | Antic Banc de Madrid (Tàrrega)                         | Modifica les dades a Wikidata |
|        | Casa Toló                                    | Tàrrega  | casa         | Estil: arquitectura eclèctica 20th century                                           | 41° 38′ 53″ N, 1° 08′ 17″ E / 41.64815°N,1.13808°E ca:Av. Catalunya, 40                                         | bé cultural d'interès local                | Casa Toló (Tàrrega)                                    | Modifica les dades a Wikidata |
|        | Casa a l'avinguda Catalunya, 31              | Tàrrega  | casa         | Estil: modernisme català                                                             | 41° 38′ 53″ N, 1° 08′ 18″ E / 41.648°N,1.13828°E                                                                | bé cultural d'interès local                | Casa a l'avinguda Catalunya, 31 (Tàrrega)              | Modifica les dades a Wikidata |
|        | Casa a l'avinguda Raval del Carme, 2         | Tàrrega  | casa         | Estil: arquitectura eclèctica                                                        | 41° 38′ 55″ N, 1° 08′ 27″ E / 41.64863°N,1.14095°E                                                              | bé cultural d'interès local                | Casa a l'avinguda Raval del Carme, 2 (Tàrrega)         | Modifica les dades a Wikidata |
|        | Casa del Forn dels Jueus                     | Tàrrega  | casa         | Estil: arquitectura gòtica                                                           | 41° 38′ 45″ N, 1° 08′ 23″ E / 41.64594°N,1.1397°E ca:C. de l'Estudi, 8 366 msnm                                 | bé cultural d'interès local                | Casa del Forn dels Jueus                               | Modifica les dades a Wikidata |
|        | Casa dels Marquesos de la Floresta           | Tàrrega  | casa         | Estil: arquitectura gòtica                                                           | 41° 38′ 51″ N, 1° 08′ 25″ E / 41.647580555556°N,1.1401888888889°E 374 msnm                                      | bé integrant del patrimoni cultural català | Casa dels Marquesos de la Floresta                     | Modifica les dades a Wikidata |
|        | Grup de cases unifamiliars al carrer Major   | Tàrrega  | casa         | Estil: arquitectura popular                                                          | 41° 43′ 13″ N, 1° 06′ 18″ E / 41.720156°N,1.105055°E                                                            | bé integrant del patrimoni cultural català | Grup de cases a Santa Maria de Montmagastrell          | Modifica les dades a Wikidata |
|        | Magatzems Costa                              | Tàrrega  | casa         | 20th century                                                                         | 41° 38′ 51″ N, 1° 08′ 24″ E / 41.64752°N,1.14002°E ca:C. del Carme, 32 374 msnm                                 | bé cultural d'interès local                | Magatzems Costa                                        | Modifica les dades a Wikidata |
|        | casa al carrer Agoders, 22-24                | Tàrrega  | casa         | Estil: arquitectura popular                                                          | 41° 38′ 49″ N, 1° 08′ 27″ E / 41.64689°N,1.14071°E ca:C. Agoders, 22-24 375 msnm                                | bé cultural d'interès local                | Casa al carrer Agoders, 22-24 (Tàrrega)                | Modifica les dades a Wikidata |
|        | casa al carrer Agoders, 3                    | Tàrrega  | casa         |                                                                                      | 41° 38′ 48″ N, 1° 08′ 23″ E / 41.64657°N,1.13978°E ca:C. Agoders, 3 371 msnm                                    | bé cultural d'interès local                | Casa al carrer Agoders, 3 (Tàrrega)                    | Modifica les dades a Wikidata |
|        | casa al carrer Agoders, 8                    | Tàrrega  | casa         |                                                                                      | 41° 38′ 48″ N, 1° 08′ 24″ E / 41.64662°N,1.14006°E ca:C. Agoders, 8 373 msnm                                    | bé cultural d'interès local                | Casa al carrer Agoders, 8 (Tàrrega)                    | Modifica les dades a Wikidata |
|        | casa al carrer Major del Talladell, 26       | Tàrrega  | casa         |                                                                                      | 41° 38′ 57″ N, 1° 10′ 00″ E / 41.64926°N,1.16677°E                                                              | bé cultural d'interès local                |                                                        | Modifica les dades a Wikidata |
|        | casa al carrer Major, 20                     | Tàrrega  | casa         | Estil: arquitectura barroca arquitectura popular                                     | 41° 38′ 58″ N, 1° 10′ 03″ E / 41.649552777778°N,1.1674055555556°E 392 msnm                                      | bé cultural d'interès local                | Casa al carrer Major, 20 (el Talladell)                | Modifica les dades a Wikidata |
|        | casa al carrer Major, 29                     | Tàrrega  | casa         | Estil: arquitectura popular                                                          | 41° 38′ 56″ N, 1° 09′ 58″ E / 41.648927777778°N,1.1661361111111°E 392 msnm                                      | bé integrant del patrimoni cultural català | Casa al carrer Major, 29 (el Talladell)                | Modifica les dades a Wikidata |
|        | casa al carrer Sant Joan, 5                  | Tàrrega  | casa         | Estil: arquitectura eclèctica                                                        | 41° 38′ 49″ N, 1° 08′ 19″ E / 41.64698°N,1.13873°E ca:C. Sant Joan, 5 371 msnm                                  | bé cultural d'interès local                | Casa al carrer Sant Joan, 5 (Tàrrega)                  | Modifica les dades a Wikidata |
|        | casa al carrer Sant Joan, 7                  | Tàrrega  | casa         | Estil: arquitectura eclèctica                                                        | 41° 38′ 50″ N, 1° 08′ 19″ E / 41.64709°N,1.13872°E                                                              | bé cultural d'interès local                | Casa al carrer Sant Joan, 7 (Tàrrega)                  | Modifica les dades a Wikidata |
|        | casa al carrer Sant Joan, 9                  | Tàrrega  | casa         |                                                                                      | 41° 38′ 50″ N, 1° 08′ 19″ E / 41.64725°N,1.13871°E                                                              | bé cultural d'interès local                | Casa al carrer Sant Joan, 9 (Tàrrega)                  | Modifica les dades a Wikidata |
|        | casa al carrer Sant Pere, 1                  | Tàrrega  | casa         |                                                                                      | 41° 38′ 58″ N, 1° 10′ 00″ E / 41.64939°N,1.16679°E                                                              | bé cultural d'interès local                |                                                        | Modifica les dades a Wikidata |
|        | casa al carrer de l'Església, 1              | Tàrrega  | casa         | Estil: arquitectura popular                                                          | 41° 42′ 08″ N, 1° 07′ 33″ E / 41.702197222222°N,1.1257333333333°E 333 msnm                                      | bé cultural d'interès local                | Casa al carrer de l'Església, 1 (Claravalls)           | Modifica les dades a Wikidata |
|        | casa al carrer de les Flors                  | Tàrrega  | casa         | Estil: arquitectura popular                                                          | 41° 42′ 51″ N, 1° 11′ 41″ E / 41.71415°N,1.1946972222222°E 404 msnm                                             | bé integrant del patrimoni cultural català | Casa al carrer de les Flors de Riudovelles             | Modifica les dades a Wikidata |
|        | casa al carrer del Carme i plaça dels Àlbers | Tàrrega  | casa         | Estil: arquitectura neoclàssica                                                      | 41° 38′ 49″ N, 1° 08′ 22″ E / 41.64695°N,1.13947°E ca:C. del Carme - pl. dels Àlbers, 1 372 msnm                | bé cultural d'interès local                | Casa al carrer del Carme i plaça dels Àlbers (Tàrrega) | Modifica les dades a Wikidata |
|        | casa al carrer del Carme, 11                 | Tàrrega  | casa         |                                                                                      | 41° 38′ 50″ N, 1° 08′ 23″ E / 41.64732°N,1.13972°E ca:C. del Carme, 11 372 msnm                                 | bé cultural d'interès local                | Casa al carrer del Carme, 11 (Tàrrega)                 | Modifica les dades a Wikidata |
|        | casa al carrer del Carme, 13                 | Tàrrega  | casa         |                                                                                      | 41° 38′ 51″ N, 1° 08′ 23″ E / 41.6474°N,1.13981°E ca:C. del Carme, 13 374 msnm                                  | bé cultural d'interès local                | Casa al carrer del Carme, 13 (Tàrrega)                 | Modifica les dades a Wikidata |
|        | casa al carrer del Carme, 36                 | Tàrrega  | casa         | Estil: arquitectura neoclàssica 20th century                                         | 41° 38′ 52″ N, 1° 08′ 25″ E / 41.64766°N,1.14016°E ca:C. del Carme, 36 375 msnm                                 | bé cultural d'interès local                | Casa al carrer del Carme, 36 (Tàrrega)                 | Modifica les dades a Wikidata |
|        | casa al carrer del Carme, 7                  | Tàrrega  | casa         |                                                                                      | 41° 38′ 50″ N, 1° 08′ 22″ E / 41.64722°N,1.13952°E ca:C. del Carme, 7 372 msnm                                  | bé cultural d'interès local                | Casa al carrer del Carme, 7 (Tàrrega)                  | Modifica les dades a Wikidata |
|        | casa al carrer del Carme, 9                  | Tàrrega  | casa         | Estil: arquitectura neoclàssica 20th century                                         | 41° 38′ 50″ N, 1° 08′ 23″ E / 41.64724°N,1.13959°E ca:C. del Carme, 9 372 msnm                                  | bé cultural d'interès local                | Casa al carrer del Carme, 9 (Tàrrega)                  | Modifica les dades a Wikidata |
|        | habitatge a l'Avinguda Catalunya, 73 B       | Tàrrega  | casa         | Estil: academicisme                                                                  | 41° 38′ 50″ N, 1° 07′ 59″ E / 41.647341666667°N,1.1330833333333°E 362 msnm                                      | bé integrant del patrimoni cultural català | Avinguda Catalunya, 69 (Tàrrega)                       | Modifica les dades a Wikidata |
|        | habitatge a l'avinguda Catalunya, 5-9        | Tàrrega  | casa         | Estil: academicisme                                                                  | 41° 38′ 54″ N, 1° 08′ 23″ E / 41.648302777778°N,1.1397194444444°E 373 msnm                                      | bé cultural d'interès local                | Avinguda Catalunya, 5-9 (Tàrrega)                      | Modifica les dades a Wikidata |
|        | habitatge a la plaça Carles Perelló, 4       | Tàrrega  | casa         | Estil: arquitectura eclèctica 20th century                                           | 41° 38′ 51″ N, 1° 08′ 16″ E / 41.64753°N,1.13776°E ca:Pl. Carles Perelló, 4                                     | bé integrant del patrimoni cultural català | Plaça Carles Perelló, 4 (Tàrrega)                      | Modifica les dades a Wikidata |
|        | habitatge al Carrer Mestre Güell, 23         | Tàrrega  | casa         | Estil: arquitectura popular                                                          | 41° 38′ 55″ N, 1° 08′ 32″ E / 41.648719444444°N,1.1422805555556°E 384 msnm                                      | bé integrant del patrimoni cultural català | Carrer Mestre Güell, 23 (Tàrrega)                      | Modifica les dades a Wikidata |
|        | habitatge al Carrer Santa Anna, 12           | Tàrrega  | casa         | Estil: arquitectura popular                                                          | 41° 38′ 53″ N, 1° 08′ 21″ E / 41.648072222222°N,1.1393027777778°E 373 msnm                                      | bé integrant del patrimoni cultural català | Carrer Santa Anna, 12 (Tàrrega)                        | Modifica les dades a Wikidata |
|        | habitatge al carrer Agoders, 28              | Tàrrega  | casa         | Estil: arquitectura popular                                                          | 41° 38′ 49″ N, 1° 08′ 27″ E / 41.646944444444°N,1.1408944444444°E 375 msnm                                      | bé cultural d'interès local                | Carrer Agoders, 28 (Tàrrega)                           | Modifica les dades a Wikidata |
|        | habitatge al carrer Agoders, 30              | Tàrrega  | casa         | Estil: arquitectura popular                                                          | 41° 38′ 49″ N, 1° 08′ 28″ E / 41.646986111111°N,1.1409805555556°E 375 msnm                                      | bé cultural d'interès local                | Carrer Agoders, 30 (Tàrrega)                           | Modifica les dades a Wikidata |
|        | habitatge al carrer Agoders, 32              | Tàrrega  | casa         | Estil: arquitectura popular                                                          | 41° 38′ 49″ N, 1° 08′ 28″ E / 41.647011111111°N,1.1410694444444°E 375 msnm                                      | bé cultural d'interès local                | Carrer Agoders, 32 (Tàrrega)                           | Modifica les dades a Wikidata |
|        | habitatge al carrer Agoders, 34              | Tàrrega  | casa         | Estil: arquitectura popular                                                          | 41° 38′ 49″ N, 1° 08′ 28″ E / 41.647055555556°N,1.1411555555556°E 375 msnm                                      | bé cultural d'interès local                | Carrer Agoders, 34 (Tàrrega)                           | Modifica les dades a Wikidata |
|        | habitatge al carrer Agoders, 4               | Tàrrega  | casa         | Estil: arquitectura popular                                                          | 41° 38′ 47″ N, 1° 08′ 23″ E / 41.646519444444°N,1.13985°E 373 msnm                                              | bé cultural d'interès local                | Carrer Agoders, 4 (Tàrrega)                            | Modifica les dades a Wikidata |
|        | habitatge al carrer Agoders, 6               | Tàrrega  | casa         | Estil: arquitectura popular                                                          | 41° 38′ 48″ N, 1° 08′ 24″ E / 41.646552°N,1.139973°E 373 msnm                                                   | bé cultural d'interès local                | Carrer Agoders, 6 (Tàrrega)                            | Modifica les dades a Wikidata |
|        | habitatge al carrer Alonso Martínez, 29      | Tàrrega  | casa         | Estil: noucentisme                                                                   | 41° 38′ 58″ N, 1° 08′ 20″ E / 41.649563888889°N,1.1388722222222°E 375 msnm                                      | bé cultural d'interès local                | Carrer Alonso Martínez, 29 (Tàrrega)                   | Modifica les dades a Wikidata |
|        | habitatge al carrer Governador Padules, 9    | Tàrrega  | casa         | Estil: modernisme català                                                             | 41° 38′ 56″ N, 1° 08′ 11″ E / 41.64897°N,1.136436°E ca:Carrer Governador Padules, 9 371 msnm                    | bé cultural d'interès local                | Governador Padules, 9 (Tàrrega)                        | Modifica les dades a Wikidata |
|        | habitatge al carrer Lluís Folquet, 3         | Tàrrega  | casa         | Estil: arquitectura popular 1777                                                     | 41° 38′ 44″ N, 1° 08′ 23″ E / 41.645653°N,1.139743°E ca:C. Lluís Folquet, 3                                     | bé integrant del patrimoni cultural català | Carrer Lluís Folquet, 3 (Tàrrega)                      | Modifica les dades a Wikidata |
|        | habitatge al carrer Major, 16                | Tàrrega  | casa         | Estil: arquitectura eclèctica                                                        | 41° 38′ 45″ N, 1° 08′ 20″ E / 41.645822222222°N,1.1390166666667°E 367 msnm                                      | bé cultural d'interès local                | Carrer Major, 16 (Tàrrega)                             | Modifica les dades a Wikidata |
|        | habitatge al carrer Mestre Güell, 10         | Tàrrega  | casa         | Estil: arquitectura eclèctica                                                        | 41° 38′ 55″ N, 1° 08′ 32″ E / 41.648536111111°N,1.1422388888889°E 383 msnm                                      | bé integrant del patrimoni cultural català | Carrer Mestre Güell, 10 (Tàrrega)                      | Modifica les dades a Wikidata |
|        | habitatge al carrer Mestre Güell, 14         | Tàrrega  | casa         | Estil: arquitectura popular                                                          | 41° 38′ 55″ N, 1° 08′ 33″ E / 41.648613888889°N,1.1424333333333°E 384 msnm                                      | bé integrant del patrimoni cultural català | Carrer Mestre Güell, 14 (Tàrrega)                      | Modifica les dades a Wikidata |
|        | habitatge al carrer Mestre Güell, 15         | Tàrrega  | casa         | Estil: arquitectura popular 20th century                                             | 41° 38′ 55″ N, 1° 08′ 31″ E / 41.6486°N,1.14199°E ca:C. Mestre Güell, 15                                        | bé integrant del patrimoni cultural català | Carrer Mestre Güell, 15 (Tàrrega)                      | Modifica les dades a Wikidata |
|        | habitatge al carrer Mestre Güell, 31         | Tàrrega  | casa         | Estil: arquitectura popular                                                          | 41° 38′ 56″ N, 1° 08′ 33″ E / 41.648822222222°N,1.1424944444444°E 384 msnm                                      | bé integrant del patrimoni cultural català | Carrer Mestre Güell, 31 (Tàrrega)                      | Modifica les dades a Wikidata |
|        | habitatge al carrer Segle XX, 13             | Tàrrega  | casa         | Estil: arquitectura eclèctica                                                        | 41° 38′ 59″ N, 1° 08′ 16″ E / 41.649647222222°N,1.1377388888889°E 375 msnm                                      | bé cultural d'interès local                | Carrer Segle XX, 13 (Tàrrega)                          | Modifica les dades a Wikidata |
|        | habitatge al carrer de la Font, 24           | Tàrrega  | casa         | Estil: arquitectura popular                                                          | 41° 38′ 42″ N, 1° 08′ 23″ E / 41.644944444444°N,1.1397861111111°E 365 msnm                                      | bé integrant del patrimoni cultural català | Carrer de la Font, 24 (Tàrrega)                        | Modifica les dades a Wikidata |
|        | habitatge al carrer de la Font, 32           | Tàrrega  | casa         | Estil: arquitectura popular                                                          | 41° 38′ 41″ N, 1° 08′ 24″ E / 41.644761111111°N,1.1399138888889°E 365 msnm                                      | bé integrant del patrimoni cultural català | Carrer de la Font, 32 (Tàrrega)                        | Modifica les dades a Wikidata |
|        | habitatge al carrer del Carme, 29            | Tàrrega  | casa         | Estil: arquitectura modernista                                                       | 41° 38′ 53″ N, 1° 08′ 25″ E / 41.647941°N,1.140266°E ca:Carrer del Carme, 29 376 msnm                           | bé cultural d'interès local                | Carrer del Carme, 29 (Tàrrega)                         | Modifica les dades a Wikidata |
|        | habitatge al carrer del Forn, 9              | Tàrrega  | casa         | Estil: arquitectura popular                                                          | 41° 41′ 02″ N, 1° 08′ 35″ E / 41.683836°N,1.142995°E 361 msnm                                                   | bé cultural d'interès local                | Carrer del Forn, 9, a Altet                            | Modifica les dades a Wikidata |
|        | habitatge al raval de Sant Agustí, 4         | Tàrrega  | casa         | Estil: arquitectura popular                                                          | 41° 38′ 38″ N, 1° 08′ 23″ E / 41.643797222222°N,1.1397305555556°E 364 msnm                                      | bé integrant del patrimoni cultural català | Raval de Sant Agustí, 4 (Tàrrega)                      | Modifica les dades a Wikidata |

## castell
| imatge | Nom                     | Ubicat a | instància de | Detalls                      | coordenades                                                                                                  | Protecció                                            | Commons (més fotos)     | Dades a WD                    |
| ------ | ----------------------- | -------- | ------------ | ---------------------------- | --- | ---------------------------------------------------- | ----------------------- | ----------------------------- |
|        | Castell d'Altet         | Tàrrega  | castell      | Estat: enderrocat o destruït | 41° 41′ 03″ N, 1° 08′ 36″ E / 41.684189°N,1.143413°E ca:Desaparegut                                          | bé d'interès cultural bé cultural d'interès nacional |                         | Modifica les dades a Wikidata |
|        | Castell de Claravalls   | Tàrrega  | castell      | Estil: arquitectura gòtica   | 41° 42′ 10″ N, 1° 07′ 35″ E / 41.702805555556°N,1.1264666666667°E ca:Claravalls. Carrer del Castell 352 msnm | bé d'interès cultural bé cultural d'interès nacional | Castell de Claravalls   | Modifica les dades a Wikidata |
|        | Castell de Riudovelles  | Tàrrega  | castell      |                              | 41° 42′ 53″ N, 1° 11′ 41″ E / 41.714586111111°N,1.1948527777778°E ca:Riudovelles. La Placeta 406 msnm        | bé d'interès cultural bé cultural d'interès nacional | Castell de Riudovelles  | Modifica les dades a Wikidata |
|        | Castell de Tàrrega      | Tàrrega  | castell      | Estil: arquitectura popular  | 41° 38′ 44″ N, 1° 08′ 21″ E / 41.6456°N,1.13912°E ca:Carrer del mur del Castell 391 msnm                     | bé d'interès cultural bé cultural d'interès nacional | Castell de Tàrrega      | Modifica les dades a Wikidata |
|        | Castell de l'Ofegat     | Tàrrega  | castell      | Estil: arquitectura romànica | 41° 40′ 14″ N, 1° 09′ 21″ E / 41.670645°N,1.155928°E ca:Tossal de l'Ofegat 419 msnm                          | bé d'interès cultural bé cultural d'interès nacional | Castell de l'Ofegat     | Modifica les dades a Wikidata |
|        | Castell de la Figuerosa | Tàrrega  | castell      | Estil: arquitectura popular  | 41° 41′ 52″ N, 1° 10′ 07″ E / 41.697658333333°N,1.1686638888889°E 415 msnm                                   | bé d'interès cultural bé cultural d'interès nacional | Castell de la Figuerosa | Modifica les dades a Wikidata |
|        | Castell del Mor         | Tàrrega  | castell      |                              | 41° 39′ 32″ N, 1° 07′ 18″ E / 41.6590030688153°N,1.12172855559963°E                                          |                                                      |                         | Modifica les dades a Wikidata |
|        | el Castellot            | Tàrrega  | castell      |                              | 41° 41′ 03″ N, 1° 09′ 39″ E / 41.6842502418329°N,1.16079915111221°E                                          |                                                      |                         | Modifica les dades a Wikidata |

## cementiri
| imatge | Nom                  | Ubicat a | instància de | Detalls                                  | coordenades                                                                | Protecció                                  | Commons (més fotos)  | Dades a WD                    |
| ------ | -------------------- | -------- | ------------ | ---------------------------------------- | -------------------------------------------------------------------------- | ------------------------------------------ | -------------------- | ----------------------------- |
|        | cementiri d'Altet    | Tàrrega  | cementiri    |                                          | 41° 41′ 00″ N, 1° 08′ 53″ E / 41.6832975846087°N,1.14803074011504°E        |                                            |                      | Modifica les dades a Wikidata |
|        | cementiri de Tàrrega | Tàrrega  | cementiri    | Estil: arquitectura popular 19th century | 41° 39′ 06″ N, 1° 10′ 29″ E / 41.651545°N,1.174808°E ca:Talladell 405 msnm | bé integrant del patrimoni cultural català | Cementiri de Tàrrega | Modifica les dades a Wikidata |

## convent
| imatge | Nom                                 | Ubicat a | instància de                | Detalls                           | coordenades                                                            | Protecció | Commons (més fotos) | Dades a WD                    |
| ------ | ----------------------------------- | -------- | --------------------------- | --------------------------------- | ---------------------------------------------------------------------- | --------- | ------------------- | ----------------------------- |
|        | Convent de Sant Agustí              | Tàrrega  | convent                     |                                   | 41° 38′ 38″ N, 1° 08′ 23″ E / 41.64402222°N,1.13965°E                  |           |                     | Modifica les dades a Wikidata |
|        | Convent de Sant Francesc de Tàrrega | Tàrrega  | convent edifici desaparegut | 1319 Estat: enderrocat o destruït | 41° 38′ 38″ N, 1° 08′ 23″ E / 41.64377777777778°N,1.1396111111111111°E |           |                     | Modifica les dades a Wikidata |

## creu de terme
| imatge | Nom                        | Ubicat a | instància de  | Detalls                     | coordenades                                                                               | Protecció                                  | Commons (més fotos)              | Dades a WD                    |
| ------ | -------------------------- | -------- | ------------- | --------------------------- | ----------------------------------------------------------------------------------------- | ------------------------------------------ | -------------------------------- | ----------------------------- |
|        | Creus de terme de Tàrrega  | Tàrrega  | creu de terme |                             | 41° 38′ 53″ N, 1° 09′ 06″ E / 41.6480261949189°N,1.151749630066858°E                      |                                            |                                  | Modifica les dades a Wikidata |
|        | creu de Morlans            | Tàrrega  | creu de terme | Estil: arquitectura gòtica  | 41° 39′ 03″ N, 1° 08′ 08″ E / 41.650911111111°N,1.1354333333333°E 409 msnm                | bé cultural d'interès local                | Creu de terme de Sant Eloi       | Modifica les dades a Wikidata |
|        | creu de terme a Claravalls | Tàrrega  | creu de terme | Estil: arquitectura gòtica  | 41° 42′ 09″ N, 1° 07′ 28″ E / 41.702480555556°N,1.1243888888889°E 328 msnm                | bé integrant del patrimoni cultural català | Creu de terme a Claravalls       | Modifica les dades a Wikidata |
|        | creu de terme de Conill    | Tàrrega  | creu de terme | Estil: arquitectura popular | 41° 39′ 11″ N, 1° 08′ 04″ E / 41.653169444444°N,1.1345638888889°E 388 msnm                | bé integrant del patrimoni cultural català | Creu de terme de Conill          | Modifica les dades a Wikidata |
|        | creu de terme del Pati     | Tàrrega  | creu de terme | Estil: escultura gòtica     | 41° 38′ 47″ N, 1° 08′ 22″ E / 41.646377777778°N,1.1393305555556°E ca:Plaça Major 371 msnm | bé cultural d'interès local                | Creu de terme del Pati (Tàrrega) | Modifica les dades a Wikidata |

## despoblat
| imatge | Nom    | Ubicat a | instància de                | Detalls | coordenades                                                                                                  | Protecció | Commons (més fotos) | Dades a WD                    |
| ------ | ------ | -------- | --------------------------- | ------- | --- | --------- | ------------------- | ----------------------------- |
|        | Conill | Tàrrega  | despoblat nucli de població | 0 hab   | 41° 42′ 33″ N, 1° 09′ 05″ E / 41.70915°N,1.15128°E ca:Accés per camí rural, des d'Altet o des e La Figuerosa |           | Conill (Tàrrega)    | Modifica les dades a Wikidata |
|        | el Mor | Tàrrega  | despoblat                   |         | Tossal del Mor                                                                                               |           |                     | Modifica les dades a Wikidata |

## edifici
| imatge | Nom                                    | Ubicat a | instància de   | Detalls                                                               | coordenades                                                                                | Protecció                                  | Commons (més fotos)                  | Dades a WD                    |
| ------ | -------------------------------------- | -------- | -------------- | --------------------------------------------------------------------- | ------------------------------------------------------------------------------------------ | ------------------------------------------ | ------------------------------------ | ----------------------------- |
|        | Antigues Escoles                       | Tàrrega  | edifici        | Estil: noucentisme                                                    | 41° 41′ 48″ N, 1° 10′ 06″ E / 41.69676°N,1.1684°E                                          | bé cultural d'interès local                |                                      | Modifica les dades a Wikidata |
|        | Ateneu de Tàrrega                      | Tàrrega  | edifici ateneu |                                                                       | 41° 38′ 51″ N, 1° 08′ 32″ E / 41.647541666667°N,1.1422138888889°E 376 msnm                 | bé cultural d'interès local                | Ateneu de Tàrrega                    | Modifica les dades a Wikidata |
|        | Cal Casals                             | Tàrrega  | edifici        | Estil: arquitectura popular 17th century                              | 41° 38′ 48″ N, 1° 08′ 22″ E / 41.646578°N,1.139578°E ca:Pl. Major, 4 371 msnm              | bé cultural d'interès local                | Cal Casals (Tàrrega)                 | Modifica les dades a Wikidata |
|        | Can Perelló                            | Tàrrega  | edifici        | Estil: arquitectura del Renaixement arquitectura popular 16th century | 41° 38′ 45″ N, 1° 08′ 21″ E / 41.645744444444°N,1.1391222222222°E ca:C. Major, 11 367 msnm | bé cultural d'interès local                | Can Perelló                          | Modifica les dades a Wikidata |
|        | Cine Majèstic                          | Tàrrega  | edifici        | Estil: academicisme                                                   | 41° 38′ 52″ N, 1° 08′ 11″ E / 41.647827777778°N,1.1363611111111°E 367 msnm                 | bé integrant del patrimoni cultural català | Cine Majèstic (Tàrrega)              | Modifica les dades a Wikidata |
|        | Escorxador municipal                   | Tàrrega  | edifici        | Estil: racionalisme arquitectònic                                     | 41° 38′ 40″ N, 1° 08′ 13″ E / 41.644469444444°N,1.1370527777778°E 365 msnm                 | bé integrant del patrimoni cultural català | Antic escorxador municipal (Tàrrega) | Modifica les dades a Wikidata |
|        | Farinera Balcells                      | Tàrrega  | edifici        | Estil: arquitectura modernista                                        | 41° 38′ 57″ N, 1° 08′ 05″ E / 41.649258°N,1.134735°E ca:Carrer Indústria, 9                | bé cultural d'interès local                | Farinera Balcells (Tàrrega)          | Modifica les dades a Wikidata |
|        | Hospital de Sant Antoni                | Tàrrega  | edifici        | Estil: arquitectura barroca                                           | 41° 38′ 43″ N, 1° 08′ 17″ E / 41.645308333333°N,1.1381944444444°E ca:Hospital, 2 370 msnm  | bé cultural d'interès local                | Hospital de Sant Antoni (Tàrrega)    | Modifica les dades a Wikidata |
|        | Magatzem Pont                          | Tàrrega  | edifici        | Estil: arquitectura popular 1930 Estat: enderrocat o destruït         | 41° 38′ 51″ N, 1° 08′ 07″ E / 41.647633°N,1.135325°E ca:Av. Catalunya, 72 364 msnm         | bé integrant del patrimoni cultural català | Magatzem Pont                        | Modifica les dades a Wikidata |
|        | Magatzem al Carrer Sant Pelegrí, 59    | Tàrrega  | edifici        | Estil: noucentisme 20th century                                       | 41° 39′ 07″ N, 1° 08′ 20″ E / 41.652077°N,1.138833°E ca:Carrer Sant Pelegrí, 59 380 msnm   | bé integrant del patrimoni cultural català | Magatzem al Carrer Sant Pelegrí, 59  | Modifica les dades a Wikidata |
|        | Magatzem al carrer Alonso Martínez, 18 | Tàrrega  | edifici        | Estil: noucentisme                                                    | 41° 38′ 58″ N, 1° 08′ 21″ E / 41.649433333333°N,1.1392527777778°E 375 msnm                 | bé integrant del patrimoni cultural català | Carrer Alonso Martínez, 18 (Tàrrega) | Modifica les dades a Wikidata |
|        | Pavellons militars                     | Tàrrega  | edifici        | Estil: arquitectura eclèctica                                         | 41° 38′ 54″ N, 1° 08′ 29″ E / 41.648405555556°N,1.1412555555556°E 379 msnm                 | bé cultural d'interès local                | Pavellons militars (Tàrrega)         | Modifica les dades a Wikidata |
|        | Portalada d'accés                      | Tàrrega  | edifici        | Estil: arquitectura popular                                           | 41° 42′ 34″ N, 1° 09′ 06″ E / 41.709389°N,1.151576°E Conill                                | bé integrant del patrimoni cultural català |                                      | Modifica les dades a Wikidata |
|        | Portalada mirador                      | Tàrrega  | edifici        | Estil: arquitectura popular                                           | 41° 39′ 16″ N, 1° 07′ 52″ E / 41.654305555556°N,1.1311416666667°E 403 msnm                 | bé integrant del patrimoni cultural català | Portalada mirador de Sant Eloi       | Modifica les dades a Wikidata |
|        | Seu del Consell Comarcal de l'Urgell   | Tàrrega  | edifici        | Estil: arquitectura popular                                           | 41° 38′ 48″ N, 1° 08′ 26″ E / 41.646738888889°N,1.1404833333333°E                          | bé cultural d'interès local                | Seu del Consell Comarcal de l'Urgell | Modifica les dades a Wikidata |
|        | els Molinets                           | Tàrrega  | edifici        | Estil: arquitectura popular                                           |                                                                                            | bé integrant del patrimoni cultural català |                                      | Modifica les dades a Wikidata |
|        | la Caixa                               | Tàrrega  | edifici        | Estil: academicisme                                                   | 41° 38′ 47″ N, 1° 08′ 23″ E / 41.646458333333°N,1.139625°E 371 msnm                        | bé cultural d'interès local                | La Caixa (Tàrrega)                   | Modifica les dades a Wikidata |

## edifici residencial
| imatge | Nom                                      | Ubicat a | instància de        | Detalls | coordenades                                                                                                 | Protecció | Commons (més fotos) | Dades a WD                    |
| ------ | ---------------------------------------- | -------- | ------------------- | ------- | --- | --------- | ------------------- | ----------------------------- |
|        | Cal Segura (El Talladell)                | Tàrrega  | edifici residencial |         | 41° 38′ 59″ N, 1° 09′ 59″ E / 41.64965057373047°N,1.1664530038833618°E ca:El Talladell. Carrer de Sant Pere |           |                     | Modifica les dades a Wikidata |
|        | casa del carrer Major, 18 (El Talladell) | Tàrrega  | edifici residencial |         | 41° 38′ 59″ N, 1° 10′ 03″ E / 41.64961242675781°N,1.1674740314483645°E ca:El Talladell. Carrer Major, 18    |           |                     | Modifica les dades a Wikidata |

## entitat singular de població
| imatge | Nom                           | Ubicat a | instància de                                                    | Detalls   | coordenades | Protecció | Commons (més fotos)           | Dades a WD                    |
| ------ | ----------------------------- | -------- | --------------------------------------------------------------- | --------- | --- | --------- | ----------------------------- | ----------------------------- |
|        | Altet                         | Tàrrega  | entitat singular de població                                    | 103 hab   | 41° 41′ 00″ N, 1° 08′ 34″ E / 41.683456°N,1.142706°E ca:Ctra. C-14, km 76,5 370 msnm                                       |           | Altet                         | Modifica les dades a Wikidata |
|        | Claravalls                    | Tàrrega  | entitat singular de població                                    | 114 hab   | 41° 42′ 09″ N, 1° 07′ 30″ E / 41.702377777778°N,1.1251111111111°E ca:Carretera de Tàrrega a Agramunt, km 79,5 335 msnm     |           | Claravalls                    | Modifica les dades a Wikidata |
|        | Riudovelles                   | Tàrrega  | entitat singular de població                                    | 10 hab    | 41° 42′ 52″ N, 1° 11′ 42″ E / 41.714491°N,1.194909°E ca:Ctra. de Tàrrega a Guissona, L-310, km 8,100 404 msnm              |           | Riudovelles                   | Modifica les dades a Wikidata |
|        | Santa Maria de Montmagastrell | Tàrrega  | entitat singular de població                                    | 47 hab    | 41° 43′ 14″ N, 1° 06′ 22″ E / 41.72060833°N,1.1061°E ca:Ctra. LV-3233, trenacrr de la ctra. de Tàrrega a Agramunt 321 msnm |           | Santa Maria de Montmagastrell | Modifica les dades a Wikidata |
|        | Tàrrega                       | Tàrrega  | entitat singular de població capital municipal                  | 17974 hab | 41° 38′ 49″ N, 1° 08′ 22″ E / 41.64704°N,1.13957°E 371 msnm                                                                |           |                               | Modifica les dades a Wikidata |
|        | el Talladell                  | Tàrrega  | entitat singular de població entitat municipal descentralitzada | 250 hab   | 41° 39′ 01″ N, 1° 10′ 00″ E / 41.65014722°N,1.16678056°E ca:Camí de Tàrrega a la Móra 394 msnm                             |           | El Talladell                  | Modifica les dades a Wikidata |
|        | la Figuerosa                  | Tàrrega  | entitat singular de població                                    | 72 hab    | 41° 41′ 47″ N, 1° 10′ 10″ E / 41.6965°N,1.16935556°E ca:Ctra. de Tàrrega a Guissona, L-310, km 5,300 399 msnm              |           | La Figuerosa                  | Modifica les dades a Wikidata |

## església
| imatge | Nom                                       | Ubicat a                      | instància de                 | Detalls                                                       | coordenades                                                                                             | Protecció                                            | Commons (més fotos)                                      | Dades a WD                    |
| ------ | ----------------------------------------- | ----------------------------- | ---------------------------- | ------------------------------------------------------------- | --- | ---------------------------------------------------- | -------------------------------------------------------- | ----------------------------- |
|        | Ermita del Pedregal                       | Tàrrega                       | església ermita              | Estil: arquitectura romànica historicisme arquitectònic       | 41° 38′ 54″ N, 1° 09′ 29″ E / 41.648375°N,1.1581277777778°E 390 msnm                                    | bé cultural d'interès local                          | Mare de Déu del Pedregal                                 | Modifica les dades a Wikidata |
|        | Mare de Déu del Roser de Conill           | Conill                        | església                     | Estil: arquitectura barroca 18th century                      | 41° 42′ 34″ N, 1° 09′ 06″ E / 41.709388888889°N,1.1515777777778°E 375 msnm                              | bé cultural d'interès local                          | Mare de Déu del Roser de Conill                          | Modifica les dades a Wikidata |
|        | Mare de Déu dels Arcs de Claravalls       | Tàrrega                       | església ermita              | Estil: arquitectura barroca                                   | 41° 42′ 09″ N, 1° 07′ 27″ E / 41.702497222222°N,1.1242027777778°E 331 msnm                              | bé cultural d'interès local                          | Mare de Déu dels Arcs de Claravalls                      | Modifica les dades a Wikidata |
|        | Sant Antoni de Tàrrega                    | Tàrrega                       | església                     | Estil: arquitectura gòtica                                    | 41° 38′ 43″ N, 1° 08′ 18″ E / 41.645372222222°N,1.1384583333333°E 368 msnm                              | bé cultural d'interès local                          | Sant Antoni de Tàrrega                                   | Modifica les dades a Wikidata |
|        | Sant Eloi de Tàrrega                      | Tàrrega                       | església                     | Estil: arquitectura popular                                   | 41° 39′ 03″ N, 1° 08′ 10″ E / 41.650897222222°N,1.1361055555556°E ca:Parc de Sant Eloi 409 msnm         | bé d'interès cultural bé cultural d'interès nacional | Sant Eloi de Tàrrega                                     | Modifica les dades a Wikidata |
|        | Sant Gil de Riudovelles                   | Tàrrega                       | església                     | Estil: arquitectura romànica                                  | 41° 42′ 52″ N, 1° 11′ 44″ E / 41.714456°N,1.195494°E 403 msnm                                           | bé cultural d'interès local                          | Sant Gil de Riudovelles                                  | Modifica les dades a Wikidata |
|        | Sant Marçal de la Figuerosa               | Tàrrega                       | església ermita              | Estil: arquitectura popular                                   | 41° 41′ 42″ N, 1° 10′ 06″ E / 41.695022222222°N,1.1683222222222°E 391 msnm                              | bé cultural d'interès local                          | Sant Marçal de la Figuerosa                              | Modifica les dades a Wikidata |
|        | Sant Pere d'Altet                         | Altet                         | església                     | Estil: arquitectura barroca arquitectura neoclàssica          | 41° 41′ 00″ N, 1° 08′ 34″ E / 41.683280555556°N,1.1427555555556°E ca:Plaça de l'Església 355 msnm       | bé cultural d'interès local                          | Sant Pere d'Altet                                        | Modifica les dades a Wikidata |
|        | Sant Pere del Talladell                   | Tàrrega                       | església església parroquial | Estil: arquitectura barroca arquitectura neoclàssica          | 41° 38′ 58″ N, 1° 10′ 02″ E / 41.649533333333°N,1.1671694444444°E ca:El Talladell. Plaça Major 392 msnm | bé cultural d'interès local                          | Sant Pere del Talladell                                  | Modifica les dades a Wikidata |
|        | Sant Salvador de Claravalls               | Tàrrega                       | església                     | Estil: arquitectura neoclàssica                               | 41° 42′ 09″ N, 1° 07′ 34″ E / 41.702402777778°N,1.1260472222222°E 337 msnm                              | bé cultural d'interès local                          | Sant Salvador de Claravalls                              | Modifica les dades a Wikidata |
|        | Santa Maria de la Figuerosa               | Tàrrega                       | església                     | Estil: arquitectura romànica arquitectura gòtica              | 41° 41′ 47″ N, 1° 10′ 06″ E / 41.696336°N,1.168385°E 396 msnm                                           | bé cultural d'interès local                          | Santa Maria de la Figuerosa                              | Modifica les dades a Wikidata |
|        | el Sagrat Cor                             | Tàrrega                       | església ermita              |                                                               | 41° 42′ 47″ N, 1° 07′ 00″ E / 41.713097°N,1.116676°E                                                    |                                                      |                                                          | Modifica les dades a Wikidata |
|        | església de Fàtima                        | Tàrrega                       | església                     |                                                               | 41° 39′ 00″ N, 1° 07′ 47″ E / 41.649872222222°N,1.1297361111111°E 364 msnm                              | bé cultural d'interès local                          | Església de Fàtima (Tàrrega)                             | Modifica les dades a Wikidata |
|        | església de Santa Maria de Montmagastrell | Santa Maria de Montmagastrell | església                     | Estil: arquitectura barroca 18th century                      | 41° 43′ 14″ N, 1° 06′ 24″ E / 41.72049°N,1.106565°E ca:Carrer Major 320 msnm                            | bé cultural d'interès local                          | Església de Santa Maria de Montmagastrell                | Modifica les dades a Wikidata |
|        | església de Santa Maria de l'Alba         | Tàrrega                       | església església parroquial | Arquitecte: Josep de la Concepció Estil: arquitectura barroca | 41° 38′ 48″ N, 1° 08′ 21″ E / 41.6467°N,1.13918°E ca:Plaça Major                                        | bé cultural d'interès nacional                       | Santa Maria de l'Alba de Tàrrega                         | Modifica les dades a Wikidata |
|        | església de la Mercè de Tàrrega           | Tàrrega                       | església                     | Estil: arquitectura barroca                                   | 41° 38′ 51″ N, 1° 08′ 19″ E / 41.647458333333°N,1.1384861111111°E 370 msnm                              | bé cultural d'interès local                          | Església de la Mercè de Tàrrega                          | Modifica les dades a Wikidata |
|        | església del Carme                        | Tàrrega                       | església                     | Estil: arquitectura popular                                   | 41° 38′ 53″ N, 1° 08′ 30″ E / 41.647933333333°N,1.1416694444444°E ca:Plaça del Carme 378 msnm           | bé cultural d'interès local                          | Església del Carme (Tàrrega)                             | Modifica les dades a Wikidata |
|        | l'Assumpció                               | la Figuerosa                  | església                     | Estil: arquitectura neoclàssica 19th century                  | 41° 41′ 50″ N, 1° 10′ 05″ E / 41.697283333333°N,1.1680944444444°E ca:Plaça de l'Església 397 msnm       | bé cultural d'interès local                          | Església de la Mare de Déu de l'Assumpció (La Figuerosa) | Modifica les dades a Wikidata |

## font
| imatge | Nom                                 | Ubicat a | instància de | Detalls                     | coordenades                                                                | Protecció                   | Commons (més fotos)                           | Dades a WD                    |
| ------ | ----------------------------------- | -------- | ------------ | --------------------------- | -------------------------------------------------------------------------- | --------------------------- | --------------------------------------------- | ----------------------------- |
|        | Font pública a la plaça Sant Antoni | Tàrrega  | font         | Estil: arquitectura popular | 41° 38′ 43″ N, 1° 08′ 19″ E / 41.645305555556°N,1.1385916666667°E 368 msnm | bé cultural d'interès local | Font pública a la plaça Sant Antoni (Tàrrega) | Modifica les dades a Wikidata |
|        | font a la plaça Lluís Millet        | Tàrrega  | font         | Estil: modernisme català    | 41° 38′ 48″ N, 1° 08′ 20″ E / 41.6467°N,1.13895°E                          | bé cultural d'interès local | Font a la plaça Lluís Millet (Tàrrega)        | Modifica les dades a Wikidata |

## granja
| imatge | Nom                  | Ubicat a | instància de | Detalls | coordenades                                                         | Protecció | Commons (més fotos) | Dades a WD                    |
| ------ | -------------------- | -------- | ------------ | ------- | ------------------------------------------------------------------- | --------- | ------------------- | ----------------------------- |
|        | Granges Franquesa    | Tàrrega  | granja       |         | 41° 42′ 59″ N, 1° 11′ 48″ E / 41.7164965460896°N,1.19675962860066°E |           |                     | Modifica les dades a Wikidata |
|        | Granges del Coma     | Tàrrega  | granja       |         | 41° 38′ 15″ N, 1° 07′ 15″ E / 41.6374963345469°N,1.12069651203391°E |           |                     | Modifica les dades a Wikidata |
|        | Granges del Gassó    | Tàrrega  | granja       |         | 41° 39′ 06″ N, 1° 10′ 05″ E / 41.6515356574869°N,1.16797484535411°E |           |                     | Modifica les dades a Wikidata |
|        | Granges del Patau    | Tàrrega  | granja       |         | 41° 39′ 03″ N, 1° 10′ 33″ E / 41.6509060417966°N,1.17595438301506°E |           |                     | Modifica les dades a Wikidata |
|        | Granja de l'Esquerda | Tàrrega  | granja       |         | 41° 37′ 51″ N, 1° 07′ 09″ E / 41.630842112267°N,1.11914915796387°E  |           |                     | Modifica les dades a Wikidata |
|        | Granja del Balcells  | Tàrrega  | granja       |         | 41° 39′ 58″ N, 1° 08′ 53″ E / 41.6661409211553°N,1.14809023852908°E |           |                     | Modifica les dades a Wikidata |
|        | Granja del Calbet    | Tàrrega  | granja       |         | 41° 38′ 50″ N, 1° 09′ 14″ E / 41.6471204702102°N,1.15378658652918°E |           |                     | Modifica les dades a Wikidata |
|        | Granja del Fonoll    | Tàrrega  | granja       |         | 41° 38′ 33″ N, 1° 09′ 40″ E / 41.6425925391573°N,1.16124017007415°E |           |                     | Modifica les dades a Wikidata |
|        | Granja del Jan       | Tàrrega  | granja       |         | 41° 38′ 47″ N, 1° 09′ 05″ E / 41.646441539264°N,1.1513323807964°E   |           |                     | Modifica les dades a Wikidata |
|        | Granja del Mílio     | Tàrrega  | granja       |         | 41° 38′ 57″ N, 1° 09′ 52″ E / 41.6491011223524°N,1.1644173533084°E  |           |                     | Modifica les dades a Wikidata |
|        | Granja del Rossell   | Tàrrega  | granja       |         | 41° 40′ 32″ N, 1° 10′ 54″ E / 41.6756499662238°N,1.1818028858381°E  |           |                     | Modifica les dades a Wikidata |
|        | Granja del Sanou     | Tàrrega  | granja       |         | 41° 38′ 03″ N, 1° 07′ 32″ E / 41.6340802364288°N,1.12550190243398°E |           |                     | Modifica les dades a Wikidata |

## indret
| imatge | Nom                 | Ubicat a                 | instància de | Detalls | coordenades                                                       | Protecció | Commons (més fotos) | Dades a WD                    |
| ------ | ------------------- | ------------------------ | ------------ | ------- | ----------------------------------------------------------------- | --------- | ------------------- | ----------------------------- |
|        | Camp dels escolapis | Tàrrega                  | indret       |         | 41° 38′ 37″ N, 1° 08′ 18″ E / 41.643684°N,1.138241°E              |           |                     | Modifica les dades a Wikidata |
|        | Plans de Muller     | els Plans de Sió Tàrrega | indret plana |         | 41° 43′ 08″ N, 1° 12′ 17″ E / 41.71883139°N,1.20473333°E 414 msnm |           |                     | Modifica les dades a Wikidata |

## masia
| imatge | Nom                      | Ubicat a     | instància de | Detalls                      | coordenades                                                                | Protecció                   | Commons (més fotos)        | Dades a WD                    |
| ------ | ------------------------ | ------------ | ------------ | ---------------------------- | -------------------------------------------------------------------------- | --------------------------- | -------------------------- | ----------------------------- |
|        | Ca l'Hortolà             | Tàrrega      | masia        |                              | 41° 43′ 36″ N, 1° 06′ 47″ E / 41.72669°N,1.11301°E                         |                             |                            | Modifica les dades a Wikidata |
|        | Cal Casavella            | Tàrrega      | masia        |                              | 41° 43′ 47″ N, 1° 06′ 19″ E / 41.729682257945°N,1.1051612880624°E          |                             |                            | Modifica les dades a Wikidata |
|        | Cal Comes                | Tàrrega      | masia        |                              | 41° 42′ 10″ N, 1° 07′ 22″ E / 41.7026928195303°N,1.12275269750704°E        |                             |                            | Modifica les dades a Wikidata |
|        | Cal Giribet              | Tàrrega      | masia        |                              | 41° 40′ 43″ N, 1° 04′ 43″ E / 41.6786561467255°N,1.07873667242337°E        |                             |                            | Modifica les dades a Wikidata |
|        | Cal Miralles             | Tàrrega      | masia        |                              | 41° 42′ 56″ N, 1° 11′ 41″ E / 41.7156354670955°N,1.19469211044194°E        |                             |                            | Modifica les dades a Wikidata |
|        | Cal Montserrat           | Tàrrega      | masia        |                              | 41° 43′ 09″ N, 1° 05′ 12″ E / 41.7190840432319°N,1.08668071872329°E        |                             |                            | Modifica les dades a Wikidata |
|        | Corbella                 | el Talladell | masia        | Estat: enderrocat o destruït |                                                                            |                             | La Corbella (el Talladell) | Modifica les dades a Wikidata |
|        | Hostal del Bosc          | Tàrrega      | masia        |                              | 41° 40′ 41″ N, 1° 08′ 34″ E / 41.6780325927728°N,1.14269152056207°E        |                             |                            | Modifica les dades a Wikidata |
|        | Mas del Caminer          | Tàrrega      | masia        |                              | 41° 41′ 37″ N, 1° 06′ 31″ E / 41.6936633667792°N,1.10872773749125°E        |                             |                            | Modifica les dades a Wikidata |
|        | Masia Arbonès            | Tàrrega      | masia        |                              | 41° 43′ 06″ N, 1° 05′ 00″ E / 41.7182737901815°N,1.08345907305003°E        |                             |                            | Modifica les dades a Wikidata |
|        | Masia Berguedà           | Tàrrega      | masia        |                              | 41° 41′ 11″ N, 1° 05′ 41″ E / 41.686355070713°N,1.09486013077804°E         |                             |                            | Modifica les dades a Wikidata |
|        | Masia Creus              | Tàrrega      | masia        |                              | 41° 43′ 34″ N, 1° 06′ 34″ E / 41.7261728024929°N,1.10956565654476°E        |                             |                            | Modifica les dades a Wikidata |
|        | Masia Gasset             | Tàrrega      | masia        |                              | 41° 42′ 48″ N, 1° 07′ 15″ E / 41.713242°N,1.12077°E                        | bé cultural d'interès local |                            | Modifica les dades a Wikidata |
|        | Masia Ribalta            | Tàrrega      | masia        |                              | 41° 41′ 23″ N, 1° 05′ 14″ E / 41.689754649122°N,1.0871088332975°E          |                             |                            | Modifica les dades a Wikidata |
|        | Masia Ribalta            | Tàrrega      | masia        |                              | 41° 41′ 22″ N, 1° 05′ 11″ E / 41.68938°N,1.08639°E                         | bé cultural d'interès local |                            | Modifica les dades a Wikidata |
|        | Masia Sala               | Tàrrega      | masia        |                              | 41° 40′ 52″ N, 1° 03′ 35″ E / 41.68118969012°N,1.0597303460496°E           |                             |                            | Modifica les dades a Wikidata |
|        | Masia Segarra            | Tàrrega      | masia        |                              | 41° 41′ 32″ N, 1° 06′ 13″ E / 41.6921630987529°N,1.1034965822486°E         |                             |                            | Modifica les dades a Wikidata |
|        | Masia Taixes             | Tàrrega      | masia        |                              | 41° 41′ 29″ N, 1° 06′ 50″ E / 41.691290851681°N,1.11397617686315°E         |                             |                            | Modifica les dades a Wikidata |
|        | Masia Torre del Codina   | Tàrrega      | masia        | Estil: arquitectura popular  | 41° 37′ 33″ N, 1° 10′ 54″ E / 41.62574°N,1.18174°E                         | bé cultural d'interès local |                            | Modifica les dades a Wikidata |
|        | Masia Tàssies            | Tàrrega      | masia        |                              | 41° 41′ 34″ N, 1° 05′ 59″ E / 41.6928293630655°N,1.09966782711533°E        |                             |                            | Modifica les dades a Wikidata |
|        | Masia als afores d'Altet | Tàrrega      | masia        | Estil: arquitectura popular  | 41° 40′ 38″ N, 1° 08′ 15″ E / 41.677308333333°N,1.1375944444444°E 346 msnm | bé cultural d'interès local | Casa a Altet               | Modifica les dades a Wikidata |
|        | Masia d'en Marçal        | Tàrrega      | masia        |                              | 41° 41′ 11″ N, 1° 09′ 21″ E / 41.6863125580442°N,1.15573007501041°E        |                             |                            | Modifica les dades a Wikidata |
|        | Masia d'en Vinyes        | Tàrrega      | masia        |                              | 41° 40′ 53″ N, 1° 10′ 17″ E / 41.6812933210983°N,1.17134777836896°E        |                             |                            | Modifica les dades a Wikidata |
|        | Masia del Carrenyo       | Tàrrega      | masia        |                              | 41° 40′ 42″ N, 1° 08′ 56″ E / 41.678428316262°N,1.14879510512153°E         |                             |                            | Modifica les dades a Wikidata |
|        | Masia del Carreró        | Tàrrega      | masia        |                              | 41° 41′ 46″ N, 1° 06′ 01″ E / 41.6961536887619°N,1.10026692197742°E        |                             |                            | Modifica les dades a Wikidata |
|        | Masia del Codina         | Tàrrega      | masia        |                              | 41° 37′ 33″ N, 1° 10′ 53″ E / 41.6258292142485°N,1.18149916167517°E        |                             |                            | Modifica les dades a Wikidata |
|        | Masia del Fontova        | Tàrrega      | masia        |                              | 41° 37′ 45″ N, 1° 08′ 00″ E / 41.629270167129°N,1.1333148698498°E          |                             |                            | Modifica les dades a Wikidata |
|        | Masia del Marges         | Tàrrega      | masia        |                              | 41° 39′ 03″ N, 1° 11′ 08″ E / 41.6509391420388°N,1.18544024231993°E        |                             |                            | Modifica les dades a Wikidata |
|        | Masia del Pont           | Tàrrega      | masia        |                              | 41° 38′ 50″ N, 1° 10′ 17″ E / 41.647204152036°N,1.17141177993693°E         |                             |                            | Modifica les dades a Wikidata |
|        | Masia del Puget          | Tàrrega      | masia        |                              | 41° 38′ 46″ N, 1° 06′ 49″ E / 41.64606100092°N,1.1136180683573°E           |                             |                            | Modifica les dades a Wikidata |
|        | Masia del Pujolet        | Tàrrega      | masia        |                              | 41° 41′ 17″ N, 1° 05′ 17″ E / 41.6881153975054°N,1.08805549778564°E        |                             |                            | Modifica les dades a Wikidata |
|        | Masia del Rovinat        | Tàrrega      | masia        |                              | 41° 38′ 02″ N, 1° 07′ 51″ E / 41.6337875544062°N,1.13075673160354°E        |                             |                            | Modifica les dades a Wikidata |
|        | Masia del Vila           | Tàrrega      | masia        |                              | 41° 41′ 19″ N, 1° 06′ 00″ E / 41.6886481113755°N,1.10007929834318°E        |                             |                            | Modifica les dades a Wikidata |
|        | Masia del Vilar          | Tàrrega      | masia        |                              | 41° 41′ 19″ N, 1° 05′ 46″ E / 41.6885545007569°N,1.09605684974082°E        |                             |                            | Modifica les dades a Wikidata |
|        | Torre Morlans            | Tàrrega      | masia        |                              | 41° 39′ 22″ N, 1° 07′ 23″ E / 41.656120741754°N,1.1229319705969°E          |                             |                            | Modifica les dades a Wikidata |
|        | Torre del Jover          | Tàrrega      | masia        |                              | 41° 37′ 48″ N, 1° 07′ 46″ E / 41.630010691937°N,1.12946133110139°E         |                             |                            | Modifica les dades a Wikidata |
|        | Torre del Magí           | Tàrrega      | masia        |                              | 41° 37′ 30″ N, 1° 07′ 26″ E / 41.624903626707°N,1.12391923309532°E         |                             |                            | Modifica les dades a Wikidata |
|        | Torre del Pont           | Tàrrega      | masia        |                              | 41° 38′ 51″ N, 1° 10′ 22″ E / 41.6476206976984°N,1.17268485090886°E        |                             |                            | Modifica les dades a Wikidata |
|        | Torre del Teto           | Tàrrega      | masia        |                              | 41° 38′ 41″ N, 1° 06′ 51″ E / 41.6446298295259°N,1.11411325326603°E        |                             |                            | Modifica les dades a Wikidata |
|        | Ulldegat                 | Tàrrega      | masia        |                              | 41° 38′ 50″ N, 1° 11′ 07″ E / 41.647197148173°N,1.18517303330392°E         |                             |                            | Modifica les dades a Wikidata |
|        | Xalet del Marina         | Tàrrega      | masia        |                              | 41° 38′ 17″ N, 1° 08′ 00″ E / 41.6381790403524°N,1.13329517159293°E        |                             |                            | Modifica les dades a Wikidata |
|        | els Pins de la Maresca   | Tàrrega      | masia        |                              | 41° 37′ 43″ N, 1° 10′ 41″ E / 41.6285559314515°N,1.17794122556371°E        |                             |                            | Modifica les dades a Wikidata |
|        | l'Hostal                 | Tàrrega      | masia        |                              | 41° 39′ 26″ N, 1° 07′ 49″ E / 41.6571603782185°N,1.13023695186046°E        |                             |                            | Modifica les dades a Wikidata |
|        | la Casa Encantada        | Tàrrega      | masia        |                              | 41° 38′ 33″ N, 1° 09′ 05″ E / 41.6424156708875°N,1.15133942871166°E        |                             |                            | Modifica les dades a Wikidata |
|        | la Casa Nova             | Tàrrega      | masia        |                              | 41° 43′ 53″ N, 1° 06′ 49″ E / 41.7314921999453°N,1.11373812543501°E        |                             |                            | Modifica les dades a Wikidata |
|        | la Torre                 | Tàrrega      | masia        |                              | 41° 41′ 34″ N, 1° 09′ 16″ E / 41.692655290775°N,1.1543135882155°E          |                             |                            | Modifica les dades a Wikidata |
|        | les Masies               | Tàrrega      | masia        |                              | 41° 40′ 52″ N, 1° 08′ 41″ E / 41.6810302857866°N,1.14482791716101°E        |                             |                            | Modifica les dades a Wikidata |

## molí d'aigua
| imatge | Nom                 | Ubicat a | instància de | Detalls                                                  | coordenades                                          | Protecció                                  | Commons (més fotos) | Dades a WD                    |
| ------ | ------------------- | -------- | ------------ | -------------------------------------------------------- | ---------------------------------------------------- | ------------------------------------------ | ------------------- | ----------------------------- |
|        | Molí Vell           | Tàrrega  | molí d'aigua | Estil: arquitectura popular                              |                                                      | bé integrant del patrimoni cultural català |                     | Modifica les dades a Wikidata |
|        | Molí de la Font     | Tàrrega  | molí d'aigua | Estil: arquitectura popular                              |                                                      | bé integrant del patrimoni cultural català |                     | Modifica les dades a Wikidata |
|        | Molí del Panós      | Tàrrega  | molí d'aigua | Estil: arquitectura popular                              | 41° 38′ 43″ N, 1° 09′ 42″ E / 41.645313°N,1.161793°E | bé integrant del patrimoni cultural català | Molí del Panós      | Modifica les dades a Wikidata |
|        | Molí del Planes     | Tàrrega  | molí d'aigua | Estil: arquitectura popular Estat: enderrocat o destruït |                                                      | bé integrant del patrimoni cultural català |                     | Modifica les dades a Wikidata |
|        | Molí del Poble      | Tàrrega  | molí d'aigua | Estil: arquitectura popular                              |                                                      | bé integrant del patrimoni cultural català |                     | Modifica les dades a Wikidata |
|        | Molí del Prenyanosa | Tàrrega  | molí d'aigua | Estil: arquitectura popular                              | 41° 38′ 57″ N, 1° 10′ 33″ E / 41.649228°N,1.175761°E | bé integrant del patrimoni cultural català | Molí del Prenyanosa | Modifica les dades a Wikidata |
|        | Molí del Terés      | Tàrrega  | molí d'aigua | Estil: arquitectura popular                              |                                                      | bé integrant del patrimoni cultural català |                     | Modifica les dades a Wikidata |
|        | Molí del Verni      | Tàrrega  | molí d'aigua | Estil: arquitectura popular                              | 41° 38′ 52″ N, 1° 07′ 05″ E / 41.64764°N,1.117938°E  | bé cultural d'interès local                | Molí del Verni      | Modifica les dades a Wikidata |

## monument
| imatge | Nom                      | Ubicat a | instància de | Detalls                          | coordenades                                                                | Protecció                                  | Commons (més fotos)                 | Dades a WD                    |
| ------ | ------------------------ | -------- | ------------ | -------------------------------- | -------------------------------------------------------------------------- | ------------------------------------------ | ----------------------------------- | ----------------------------- |
|        | Monument Països Catalans | Tàrrega  | monument     | Creador: Andreu Alfaro Hernández | 41° 38′ 52″ N, 1° 08′ 28″ E / 41.647780555556°N,1.1412472222222°E 379 msnm | bé integrant del patrimoni cultural català | Monument Països Catalans (Tàrrega)  | Modifica les dades a Wikidata |
|        | Monument a Ramon Carnice | Tàrrega  | monument     |                                  | 41° 38′ 54″ N, 1° 08′ 26″ E / 41.648347222222°N,1.1406222222222°E 378 msnm | bé integrant del patrimoni cultural català | Monument a Ramon Carnicer (Tàrrega) | Modifica les dades a Wikidata |

## muntanya
| imatge | Nom                       | Ubicat a            | instància de | Detalls | coordenades                                                         | Protecció | Commons (més fotos) | Dades a WD                    |
| ------ | ------------------------- | ------------------- | ------------ | ------- | ------------------------------------------------------------------- | --------- | ------------------- | ----------------------------- |
|        | Tossal Redó               | Tàrrega             | muntanya     |         | 41° 37′ 23″ N, 1° 07′ 37″ E / 41.6231°N,1.12699°E 407.6 msnm        |           |                     | Modifica les dades a Wikidata |
|        | Tossal de Barrers         | Granyanella Tàrrega | muntanya     |         | 41° 38′ 37″ N, 1° 11′ 22″ E / 41.64352778°N,1.18937778°E 486 msnm   |           |                     | Modifica les dades a Wikidata |
|        | Tossal de Lluçà           | Tàrrega             | muntanya     |         | 41° 41′ 02″ N, 1° 09′ 39″ E / 41.684°N,1.16091°E 411.1 msnm         |           |                     | Modifica les dades a Wikidata |
|        | Tossal de Sant Eloi       | Tàrrega             | muntanya     |         | 41° 39′ 05″ N, 1° 08′ 08″ E / 41.6513°N,1.13542°E 407.5 msnm        |           |                     | Modifica les dades a Wikidata |
|        | Tossal de les Madruganyes | Tàrrega             | muntanya     |         | 41° 41′ 22″ N, 1° 10′ 24″ E / 41.68943889°N,1.17337222°E 430.3 msnm |           |                     | Modifica les dades a Wikidata |
|        | Tossal de les Oliveres    | Tàrrega             | muntanya     |         | 41° 40′ 44″ N, 1° 10′ 36″ E / 41.679°N,1.17657°E 432.8 msnm         |           |                     | Modifica les dades a Wikidata |
|        | Tossal del Mor            | Tàrrega             | muntanya     |         | 41° 39′ 32″ N, 1° 07′ 19″ E / 41.65901111°N,1.12183889°E 400.3 msnm |           |                     | Modifica les dades a Wikidata |
|        | Tossal del Purgatori      | Tàrrega             | muntanya     |         | 41° 38′ 07″ N, 1° 09′ 16″ E / 41.63515111°N,1.15438611°E 402.2 msnm |           |                     | Modifica les dades a Wikidata |
|        | la Bassadolç              | Tàrrega             | muntanya     |         | 41° 39′ 14″ N, 1° 10′ 52″ E / 41.654°N,1.18099°E 466 msnm           |           |                     | Modifica les dades a Wikidata |

## muralla urbana
| imatge | Nom                   | Ubicat a | instància de   | Detalls                     | coordenades                                                                | Protecció                   | Commons (més fotos)   | Dades a WD                    |
| ------ | --------------------- | -------- | -------------- | --------------------------- | -------------------------------------------------------------------------- | --------------------------- | --------------------- | ----------------------------- |
|        | Muralles de Sant Eloi | Tàrrega  | muralla urbana | Estil: arquitectura popular | 41° 39′ 03″ N, 1° 08′ 11″ E / 41.650736111111°N,1.1363027777778°E 410 msnm | bé cultural d'interès local | Muralles de Sant Eloi | Modifica les dades a Wikidata |
|        | Muralles del Reguer   | Tàrrega  | muralla urbana | Estil: arquitectura popular | 41° 38′ 39″ N, 1° 08′ 20″ E / 41.644072222222°N,1.1388555555556°E 363 msnm | bé cultural d'interès local | Muralles de Tàrrega   | Modifica les dades a Wikidata |

## oratori
| imatge | Nom                     | Ubicat a | instància de | Detalls | coordenades                                                                  | Protecció | Commons (més fotos) | Dades a WD                    |
| ------ | ----------------------- | -------- | ------------ | ------- | ---------------------------------------------------------------------------- | --------- | ------------------- | ----------------------------- |
|        | Mare de Déu dels Molars | Tàrrega  | oratori      |         | 41° 37′ 08″ N, 1° 06′ 37″ E / 41.6189448203544°N,1.11039702927444°E          |           |                     | Modifica les dades a Wikidata |
|        | la Creu                 | Tàrrega  | oratori      |         | 41° 43′ 02″ N, 1° 11′ 42″ E / 41.7171175633856°N,1.19501124894772°E 408 msnm |           |                     | Modifica les dades a Wikidata |

## passatge
| imatge | Nom                                                   | Ubicat a | instància de | Detalls                     | coordenades                                                                | Protecció                                  | Commons (més fotos)                                   | Dades a WD                    |
| ------ | ----------------------------------------------------- | -------- | ------------ | --------------------------- | -------------------------------------------------------------------------- | ------------------------------------------ | ----------------------------------------------------- | ----------------------------- |
|        | Pas cobert                                            | Tàrrega  | passatge     | Estil: arquitectura popular | 41° 42′ 51″ N, 1° 11′ 41″ E / 41.714272222222°N,1.1946777777778°E 406 msnm | bé integrant del patrimoni cultural català | Pas cobert carrer del Forn de Riudovelles             | Modifica les dades a Wikidata |
|        | Pas cobert a la perllongació del carrer Vilanova      | Tàrrega  | passatge     | Estil: arquitectura gòtica  | 41° 38′ 46″ N, 1° 08′ 23″ E / 41.646069444444°N,1.1397527777778°E 366 msnm | bé cultural d'interès local                | Pas cobert a la perllongació del carrer Vilanova      | Modifica les dades a Wikidata |
|        | Pas cobert al carrer Lluís Folquet                    | Tàrrega  | passatge     | Estil: arquitectura popular | 41° 38′ 43″ N, 1° 08′ 20″ E / 41.645366666667°N,1.1389972222222°E 366 msnm | bé integrant del patrimoni cultural català | Pas cobert al carrer Lluís Folquet                    | Modifica les dades a Wikidata |
|        | Pas cobert al carrer Vilanova i carrer les Piques     | Tàrrega  | passatge     | Estil: arquitectura popular | 41° 38′ 46″ N, 1° 08′ 24″ E / 41.646130555556°N,1.1399611111111°E 368 msnm | bé cultural d'interès local                | Pas cobert al carrer Vilanova i carrer les Piques     | Modifica les dades a Wikidata |
|        | Pas cobert al carrer del Forn I                       | Tàrrega  | passatge     | Estil: arquitectura popular | 41° 42′ 09″ N, 1° 07′ 32″ E / 41.702431°N,1.12559°E                        | bé integrant del patrimoni cultural català |                                                       | Modifica les dades a Wikidata |
|        | Pas cobert al carrer del Forn II                      | Tàrrega  | passatge     | Estil: arquitectura popular |                                                                            | bé integrant del patrimoni cultural català |                                                       | Modifica les dades a Wikidata |
|        | Pas cobert als carrers Lluís Folquet, Piques i Estudi | Tàrrega  | passatge     | Estil: arquitectura popular | 41° 38′ 45″ N, 1° 08′ 24″ E / 41.645802777778°N,1.13995°E 365 msnm         | bé cultural d'interès local                | Pas cobert als carrers Lluís Folquet, Piques i Estudi | Modifica les dades a Wikidata |
|        | Pas cobert als carrers Vilanova i Agoders             | Tàrrega  | passatge     | Estil: arquitectura popular | 41° 38′ 49″ N, 1° 08′ 29″ E / 41.647002777778°N,1.141275°E 375 msnm        | bé cultural d'interès local                | Pas cobert als carrers Vilanova i Agoders             | Modifica les dades a Wikidata |
|        | Pas cobert de Cal Felip i Cal Rei                     | Tàrrega  | passatge     | Estil: arquitectura popular | 41° 41′ 51″ N, 1° 10′ 04″ E / 41.697437°N,1.167874°E                       | bé cultural d'interès local                | Cal Felip i Cal Rei de la Figuerosa                   | Modifica les dades a Wikidata |
|        | Pas cobert del Talladell                              | Tàrrega  | passatge     | Estil: arquitectura popular | 41° 39′ 01″ N, 1° 10′ 04″ E / 41.650191666667°N,1.1678972222222°E 401 msnm | bé integrant del patrimoni cultural català | Pas cobert del Talladell                              | Modifica les dades a Wikidata |
|        | Pas cobert i arc de pas al carrer del Forn            | Tàrrega  | passatge     | Estil: arquitectura popular | 41° 41′ 01″ N, 1° 08′ 35″ E / 41.683736111111°N,1.1429722222222°E 368 msnm | bé integrant del patrimoni cultural català | Pas cobert i arc de pas al carrer del Forn d'Altet    | Modifica les dades a Wikidata |

## plaça
| imatge | Nom                  | Ubicat a | instància de | Detalls                     | coordenades                                                                                        | Protecció                                  | Commons (més fotos)            | Dades a WD                    |
| ------ | -------------------- | -------- | ------------ | --------------------------- | -------------------------------------------------------------------------------------------------- | ------------------------------------------ | ------------------------------ | ----------------------------- |
|        | El Pati              | Tàrrega  | plaça        | Estil: arquitectura popular | 41° 38′ 53″ N, 1° 08′ 27″ E / 41.648155555556°N,1.1408222222222°E 379 msnm                         | bé integrant del patrimoni cultural català | El Pati (Tàrrega)              | Modifica les dades a Wikidata |
|        | Plaça Major          | Tàrrega  | plaça        | Estil: arquitectura popular | 41° 38′ 47″ N, 1° 08′ 22″ E / 41.646408333333°N,1.139325°E ca:Plaça Major 371 msnm                 | bé cultural d'interès local                | Plaça Major (Tàrrega)          | Modifica les dades a Wikidata |
|        | plaça de Sant Antoni | Tàrrega  | plaça        | Estil: arquitectura gòtica  | 41° 38′ 43″ N, 1° 08′ 19″ E / 41.645258333333°N,1.1385166666667°E ca:Plaça de Sant Antoni 368 msnm | bé integrant del patrimoni cultural català | Plaça de Sant Antoni (Tàrrega) | Modifica les dades a Wikidata |
|        | plaça dels Àlbers    | Tàrrega  | plaça        |                             | 41° 38′ 49″ N, 1° 08′ 21″ E / 41.647033333333°N,1.1391888888889°E 372 msnm                         | bé cultural d'interès local                | Plaça dels Àlbers (Tàrrega)    | Modifica les dades a Wikidata |

## polígon industrial
| imatge | Nom                                | Ubicat a | instància de       | Detalls | coordenades                                                         | Protecció | Commons (més fotos) | Dades a WD                    |
| ------ | ---------------------------------- | -------- | ------------------ | ------- | ------------------------------------------------------------------- | --------- | ------------------- | ----------------------------- |
|        | Polígon industrial Riambau         | Tàrrega  | polígon industrial |         | 41° 39′ 18″ N, 1° 08′ 49″ E / 41.6551084307739°N,1.14701332082575°E |           |                     | Modifica les dades a Wikidata |
|        | Polígon industrial de La Canaleta  | Tàrrega  | polígon industrial |         | 41° 39′ 46″ N, 1° 07′ 51″ E / 41.6629052571619°N,1.13070728147567°E |           |                     | Modifica les dades a Wikidata |
|        | Polígon industrial Àrea de Llevant | Tàrrega  | polígon industrial |         | 41° 39′ 18″ N, 1° 09′ 26″ E / 41.6550913130099°N,1.15714970183761°E |           |                     | Modifica les dades a Wikidata |
|        | Polígon industrial Àrea de Ponent  | Tàrrega  | polígon industrial |         | 41° 38′ 55″ N, 1° 07′ 14″ E / 41.6484993940217°N,1.12050875436612°E |           |                     | Modifica les dades a Wikidata |

## pou
| imatge | Nom               | Ubicat a | instància de | Detalls                  | coordenades                                                                           | Protecció                   | Commons (més fotos)       | Dades a WD                    |
| ------ | ----------------- | -------- | ------------ | ------------------------ | ------------------------------------------------------------------------------------- | --------------------------- | ------------------------- | ----------------------------- |
|        | Pou d'aigua       | Tàrrega  | pou          | Estil: modernisme català | 41° 38′ 57″ N, 1° 10′ 33″ E / 41.649228°N,1.175761°E ca:Dreta del riu Ondara 389 msnm | bé cultural d'interès local | Pou d'aigua del Talladell | Modifica les dades a Wikidata |
|        | Pou de la Maresca | Tàrrega  | pou          | Estil: modernisme català | 41° 38′ 51″ N, 1° 10′ 01″ E / 41.64757°N,1.16703°E                                    | bé cultural d'interès local |                           | Modifica les dades a Wikidata |

## torre de sentinella
| imatge | Nom                       | Ubicat a | instància de        | Detalls                     | coordenades                                                             | Protecció                                  | Commons (més fotos) | Dades a WD                    |
| ------ | ------------------------- | -------- | ------------------- | --------------------------- | ----------------------------------------------------------------------- | ------------------------------------------ | ------------------- | ----------------------------- |
|        | Torre de defensa          | Tàrrega  | torre de sentinella | Estil: arquitectura popular | 41° 38′ 54″ N, 1° 08′ 24″ E / 41.64821°N,1.140068°E                     | bé integrant del patrimoni cultural català |                     | Modifica les dades a Wikidata |
|        | Torre del portal d'Urgell | Tàrrega  | torre de sentinella |                             | 41° 38′ 49″ N, 1° 08′ 14″ E / 41.646871799274294°N,1.1373131672044674°E |                                            |                     | Modifica les dades a Wikidata |

## zona humida
| imatge | Nom                  | Ubicat a            | instància de | Detalls            | coordenades                                       | Protecció | Commons (més fotos)     | Dades a WD                    |
| ------ | -------------------- | ------------------- | ------------ | ------------------ | ------------------------------------------------- | --------- | ----------------------- | ----------------------------- |
|        | Barranc de Figuerosa | Tàrrega             | zona humida  | Superfície: 2.83ha | 41° 40′ 36″ N, 1° 07′ 33″ E / 41.6768°N,1.12588°E |           | Barranc de la Figuerosa | Modifica les dades a Wikidata |
|        | Llacuna de Claravall | Tàrrega             | zona humida  | Superfície: 7.4ha  | 41° 42′ 57″ N, 1° 07′ 37″ E / 41.7159°N,1.127°E   |           |                         | Modifica les dades a Wikidata |
|        | Salades de Conill    | Ossó de Sió Tàrrega | zona humida  | Superfície: 2.6ha  | 41° 42′ 51″ N, 1° 09′ 11″ E / 41.7142°N,1.153°E   |           | Salades de Conill       | Modifica les dades a Wikidata |

## Misc
| imatge | Nom                                           | Ubicat a                                                                                        | instància de                                  | Detalls                                                               | coordenades | Protecció                                  | Commons (més fotos)                                        | Dades a WD                    |
| ------ | --------------------------------------------- | ----------------------------------------------------------------------------------------------- | --------------------------------------------- | --------------------------------------------------------------------- | --- | ------------------------------------------ | ---------------------------------------------------------- | ----------------------------- |
|        | Ajuntament de Tàrrega                         | Tàrrega                                                                                         | casa consistorial                             | Estil: arquitectura barroca                                           | 41° 38′ 47″ N, 1° 08′ 21″ E / 41.646355555556°N,1.1390527777778°E 371 msnm                                                                    | bé cultural d'interès local                | Ajuntament (Tàrrega)                                       | Modifica les dades a Wikidata |
|        | Arc parabòlic de Claravalls                   | Tàrrega                                                                                         | porta de ciutat                               | Estil: arquitectura popular                                           | 41° 42′ 08″ N, 1° 07′ 32″ E / 41.702211111111°N,1.1256916666667°E 333 msnm                                                                    | bé cultural d'interès local                | Arc parabòlic de Claravalls                                | Modifica les dades a Wikidata |
|        | Barri de Fàtima                               | Tàrrega                                                                                         | barri                                         | Estil: arquitectura popular                                           | 41° 38′ 56″ N, 1° 07′ 46″ E / 41.648802777778°N,1.1295444444444°E 362 msnm                                                                    | bé integrant del patrimoni cultural català | Barri de Fàtima (Tàrrega)                                  | Modifica les dades a Wikidata |
|        | Casa de l'Ajuntament d'Altet                  | Tàrrega                                                                                         | antic ajuntament                              | Estil: arquitectura popular                                           | 41° 41′ 01″ N, 1° 08′ 37″ E / 41.683719°N,1.143708°E 365 msnm                                                                                 | bé cultural d'interès local                | Casa de l'Ajuntament d'Altet                               | Modifica les dades a Wikidata |
|        | Espai Molí (El Talladell)                     | Tàrrega                                                                                         | estructura arquitectònica                     |                                                                       | 41° 39′ 02″ N, 1° 10′ 09″ E / 41.650447845458984°N,1.16907000541687°E ca:El Talladell. Carrer de Sant Pere, 5                                 |                                            |                                                            | Modifica les dades a Wikidata |
|        | Espai Natural Protegit d'Anglesola-Vilagrassa | Urgell Vilagrassa Anglesola Tàrrega                                                             | espai natural                                 |                                                                       | 41° 40′ 16″ N, 1° 05′ 42″ E / 41.671°N,1.095°E                                                                                                |                                            |                                                            | Modifica les dades a Wikidata |
|        | Estació de Tàrrega                            | Tàrrega                                                                                         | estació de ferrocarril                        | Estil: arquitectura neoclàssica                                       | 41° 39′ 01″ N, 1° 08′ 20″ E / 41.650194444444445°N,1.1389444444444443°E                                                                       | bé cultural d'interès local                | Tàrrega train station                                      | Modifica les dades a Wikidata |
|        | Finestral gòtic al parc de Sant Eloi          | Tàrrega                                                                                         | finestra                                      | Estil: arquitectura gòtica                                            | 41° 39′ 16″ N, 1° 07′ 49″ E / 41.654322222222°N,1.1301527777778°E                                                                             | bé integrant del patrimoni cultural català | Finestral gòtic al parc de Sant Eloi                       | Modifica les dades a Wikidata |
|        | Fàbrica Trepat                                | Tàrrega                                                                                         | fàbrica                                       | Estil: arquitectura popular 1913 Superfície: 21301 10940m²            | 41° 38′ 49″ N, 1° 07′ 32″ E / 41.646911111111°N,1.1255611111111°E ca:Carrer de Josep Trepat i Galceran, 10 354 msnm                           | bé cultural d'interès local                | Fàbrica Trepat (Tàrrega)                                   | Modifica les dades a Wikidata |
|        | Monestir de Mas Colom                         | Tàrrega                                                                                         | monestir                                      | Estil: arquitectura eclèctica                                         | 41° 40′ 11″ N, 1° 07′ 30″ E / 41.669622222222°N,1.1250694444444°E 356 msnm                                                                    | bé cultural d'interès local                | Monestir de Mas Colom (Tàrrega)                            | Modifica les dades a Wikidata |
|        | Ondara                                        | Urgell Segarra                                                                                  | curs d'aigua                                  | Desemboca: canal d'Urgell Llarg: 47km                                 | 41° 34′ 01″ N, 1° 23′ 09″ E / 41.56681388888889°N,1.3858288888888888°E 41° 40′ 08″ N, 1° 03′ 52″ E / 41.66878805555555°N,1.0644569444444445°E |                                            | Ondara River                                               | Modifica les dades a Wikidata |
|        | Parc de Sant Eloi                             | Tàrrega                                                                                         | jardí públic                                  |                                                                       | 41° 39′ 11″ N, 1° 07′ 59″ E / 41.653°N,1.133°E ca:Tossal de Sant Eloi                                                                         |                                            | Parc de Sant Eloi, Tàrrega                                 | Modifica les dades a Wikidata |
|        | Pou de gel                                    | Tàrrega                                                                                         | pou de neu                                    |                                                                       | 41° 38′ 46″ N, 1° 08′ 15″ E / 41.646161°N,1.137638°E ca:Pou de Gel                                                                            | bé cultural d'interès local                |                                                            | Modifica les dades a Wikidata |
|        | Secans de Belianes-Preixana                   | Tàrrega Vilagrassa Preixana Sant Martí de Riucorb Belianes Arbeca Vilanova de Bellpuig Bellpuig | àrea protegida Pla d'Espais d'Interès Natural | 1992 Superfície: 6505 6523.26765ha                                    | 41° 35′ 24″ N, 1° 01′ 16″ E / 41.59°N,1.021°E                                                                                                 |                                            | Secans de Belianes-Preixana (Special Area of Conservation) | Modifica les dades a Wikidata |
|        | Tina per a guardar el gra                     | Tàrrega                                                                                         | tina                                          | Estil: arquitectura popular                                           | 41° 42′ 34″ N, 1° 09′ 06″ E / 41.709389°N,1.151576°E                                                                                          | bé integrant del patrimoni cultural català |                                                            | Modifica les dades a Wikidata |
|        | canal d'Urgell                                | Noguera Urgell Pla d'Urgell Garrigues Segrià                                                    | canal de reg                                  | Desemboca: Segre Llarg: 144.2km                                       | 41° 55′ 47″ N, 1° 09′ 50″ E / 41.92977111111111°N,1.16391°E 41° 34′ 27″ N, 0° 34′ 37″ E / 41.57407111111111°N,0.5769580555555556°E            |                                            | Canal d'Urgell                                             | Modifica les dades a Wikidata |
|        | graner de Tárrega                             | Tàrrega                                                                                         | graner                                        | Estil: Tipo G 1960 Superfície: 429m²                                  | 41° 38′ 59″ N, 1° 07′ 53″ E / 41.64958333333333°N,1.1315°E                                                                                    |                                            |                                                            | Modifica les dades a Wikidata |
|        | om de la Plana                                | Tàrrega                                                                                         | arbre singular                                | Taxon: Om comú (Ulmus minor) Ample: 18.3m Alt: 20.5m Perímetre: 3.74m | 41° 38′ 35″ N, 1° 08′ 36″ E / 41.643°N,1.14339°E ca:Carretera de Montblanc, davant del club de tennis 370 msnm                                | arbre monumental                           | Om de la Plana                                             | Modifica les dades a Wikidata |
|        | sitja de Tàrrega                              | Tàrrega                                                                                         | sitja                                         | Estil: Tipo D 1954 Superfície: 449m²                                  | 41° 38′ 59″ N, 1° 07′ 55″ E / 41.64972222222222°N,1.1318055555555555°E                                                                        |                                            |                                                            | Modifica les dades a Wikidata |